# محمد مرسي
محمد محمد مرسي عيسى العياط (8 أغسطس 1951 – 17 يونيو 2019)، مهندس فلزات، وأستاذ جامعي، وسياسي مصري وهو الرئيس الخامس لجمهورية مصر العربية والأول بعد ثورة 25 يناير وهو أول رئيس مدني منتخب للبلاد وأول رئيسٍ ذي خلفية سياسية إسلامية، أُعلن فوزه في 24 يونيو 2012 بنسبة 51.73 % من أصوات الناخبين المشاركين بدأت فترته الرئاسية مع الإعلان في 24 يونيو 2012 عن فوزه في انتخابات الرئاسة المصرية 2012، وتولّى مهام منصبه في 30 يونيو 2012 بعد أدائه اليمين الدستورية. رفض مرسي العيش في القصور الرئاسية كباقي رؤساء مصر السابقين وقال أنه يسكن في شقة إيجار على حسابه، شهدت فترة رئاسة محمد مرسي العديد من الاحتجاجات والمظاهرات، أزيح عن السلطة في انقلاب 3 يوليو 2013 في مصر والذي جاء بعد مظاهرات 30 يونيو من نفس العام بعد حدوث عدة أزمات اقتصادية منها أزمة انقطاع الكهرباء وعدم توفر وقود السيارات واسطوانات البوتجاز وأزمة القمامة والإنفلات الأمني، في حين رأى البعض أنها كانت مفتعلة.
 وبقي معتقلاً منذ تاريخ عزله، حتى وفاته في 17 يونيو 2019. بعد توجيه عدة تهم إليه من ضمنها التخابر مع قطر وحركة حماس وإفشاء أسرار الأمن القومي أثناء فترة رئاسته.
تولى رئاسة حزب الحرية والعدالة بعد تأسيسه بعد أن كان عضواً في مكتب إرشاد جماعة الإخوان المسلمين. وكان نائبًا سابقًا في مجلس الشعب المصري دورة 2000 - 2005. وهو مهندس ميكانيكي وأستاذ جامعي ويحمل شهادة الدكتوراه في هندسة المواد، في 15 فبراير 2012 هدد محمد مرسي بإعادة النظر في معاهدة كامب ديفيد ردًا علي تلويح أمريكا بوقف معونتها المادية لمصر بسبب قضية التمويل الأجنبي.
توفي محمد مرسي أثناء حضوره إحدى جلسات محاكمته بقضية التخابر مع حماس في محكمة جنايات القاهرة المنعقدة في معهد أمناء الشرطة بمجمع سجون طرة في 17 يونيو 2019،  وأعلن التليفزيون الرسمي إصابته بنوبة إغماء؛ توفي على إثرها، ونقل لمستشفى السجن.

## حياته وأسرته

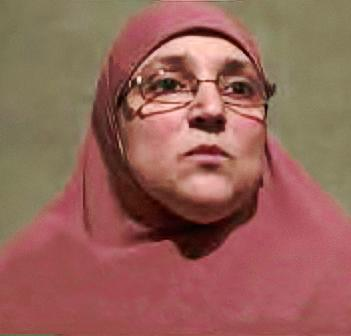
نجلاء علي محمود، زوجة الرئيس محمد مرسي.

ولد محمد مرسي في 8 أغسطس 1951 في قرية العدوة، مركز ههيا بمحافظة الشرقية. ونشأ في قريته لأب فلاح وأم ربة منزل وهو الابن الأكبر لهما وهما متوفيان الآن وله من الأشقاء أختان وثلاثة من الإخوة، تعلم في مدارس محافظة الشرقية، ثم انتقل للقاهرة للدراسة الجامعية وعمل معيدا ثم خدم بالجيش المصري (1975 - 1976) مجندا بسلاح الحرب الكيماوية بالفرقة الثانية مشاة. تزوج مرسي من السيدة نجلاء محمود في 30 نوفمبر 1978 ورزق منها بخمسة من الأولاد هم: أحمد وشيماء وأسامة وعمر وعبد الله. وله ثلاثة أحفاد من ابنته شيماء.
أكبر أولاده هو الدكتور أحمد مرسي، يعمل طبيبًا في السعودية منذ عامين بقسم المسالك البولية والجراحة العامة في مستشفى المانع الأهلي في الأحساء. وشيماء هي البنت الوحيدة للدكتور مرسي حاصلة على بكالوريوس العلوم من جامعة الزقازيق، ومتزوجة بالدكتور عبد الرحمن فهمي، الأستاذ بكلية الطب جامعة الزقازيق، ولديها 3 من الأولاد، هم: علي وعائشة ومحمود.
أما أسامة، النجل الثالث للرئيس مرسي، فهو يحمل ليسانس حقوق، ويزاول مهنة المحاماة عبر مكتبه. ونجله الرابع هو عمر، الطالب بالسنة الأخيرة في كلية التجارة. أما عبد الله، نجله الخامس والأخير، فهو طالب في الثانوية العامة. وقد نأت أسرته بنفسها عن العمل السياسي، حتى أن زوجته رفضت أن تُلقَّب ب ـ«سيدة مصر الأولى» وشددت على أنه لا يوجد شيء يُسمَّى «سيدة مصر» بل يوجد خادمة مصر الأولى.

### الدراسة والوظائف
حصل على بكالوريوس الهندسة من كلية الهندسة في جامعة القاهرة 1975 بتقدير امتياز مع مرتبة الشرف، وبعدها ماجستير في هندسة الفلزات جامعة القاهرة 1978 كما حصل على منحة دراسية من بروفيسور كروجر من جامعة جنوب كاليفورنيا لتفوقه الدراسي، وعلى دكتوراه في الهندسة من جامعة جنوب كاليفورنيا 1982.
عمل معيدًا ومدرسًا مساعدًا بكلية الهندسة جامعة القاهرة، ومدرس مساعد بجامعة جنوب كاليفورنيا وأستاذ مساعد في جامعة كاليفورنيا، نورث ردج في الولايات المتحدة بين عامي 1982 -1985 وأستاذ ورئيس قسم هندسة المواد بكلية الهندسة - جامعة الزقازيق من العام 1985 وحتى العام 2010. كما قام بالتدريس في جامعة جنوب كاليفورنيا وجامعة كاليفورنيا، نورث ردج وجامعة كاليفورنيا، لوس أنجلوس وجامعة القاهرة وجامعة الزقازيق وجامعة الفاتح في طرابلس في ليبيا، له عشرات الأبحاث في ”معالجة أسطح المعادن“، وانتخب عضوًا بنادي هيئة التدريس بجامعة الزقازيق. أيضا عمل مع الحكومة الأمريكية وشركة ناسا للفضاء الخارجي وذلك لخبرته في التعدين والفلزات وقام بعمل تجارب واختراعات لنوع من المعادن يتحمل السخونة الشديدة الناتجة عن السرعة العالية للصواريخ العابرة للفضاء الكوني.

## العمل السياسي
انتمى للإخوان المسلمين فكرًا عام 1977 وتنظيميًا أواخر عام 1979 وعمل عضوًا بالقسم السياسي بالجماعة منذ نشأته عام 1992. ترشح لانتخابات مجلس الشعب 1995، وانتخابات 2000 ونجح فيها وانتخب عضوًا بمجلس الشعب المصري عن جماعة الإخوان وشغل موقع المتحدث الرسمي باسم الكتلة البرلمانية للإخوان. وفي انتخابات مجلس الشعب 2005 حصل على أعلى الأصوات وبفارق كبير عن أقرب منافسيه ولكن تم إجراء جولة إعادة أعلن بعدها فوز منافسه. كان من أنشط أعضاء مجلس الشعب وصاحب أشهر استجواب في مجلس الشعب عن حادثة قطار الصعيد، وأدان الحكومة وخرجت الصحف الحكومية في اليوم التالي تشيد باستجوابه. وقد اختير د. مرسي عضوًا بلجنة مقاومة الصهيونية بمحافظة الشرقية، كما اختير عضوًا بالمؤتمر الدولي للأحزاب والقوى السياسية والنقابات المهنية، وهو عضو مؤسس باللجنة المصرية لمقاومة المشروع الصهيوني. شارك في تأسيس الجبهة الوطنية للتغيير مع د. عزيز صدقي عام 2004؛ كما شارك في تأسيس التحالف الديمقراطي من أجل مصر والذي ضم 40 حزبًا وتيارًا سياسيًا 2011، انتخبه مجلس شورى الإخوان في 30 أبريل 2011 رئيسًا لحزب الحرية والعدالة الذي أنشأته الجماعة بجانب انتخاب عصام العريان نائبًا له ومحمد سعد الكتاتني أمينًا عامًّا للحزب.

### تعرضه للتضييق
تعرض للاعتقال عدة مرات، فقد قضى سبعة أشهر في السجن بعد أن اعتقل صباح يوم 18 مايو 2006 من أمام محكمة شمال القاهرة ومجمع محاكم الجلاء بوسط القاهرة، أثناء مشاركته في مظاهرات شعبية تندِّد بتحويل اثنين من القضاة إلى لجنة الصلاحية وهما المستشاران محمود مكي وهشام البسطاويسي بسبب موقفهما من تزوير انتخابات مجلس الشعب 2005 واعتقل معه 500 من الإخوان المسلمين وقد أفرج عنه يوم 10 ديسمبر 2006، كما اعتقل في سجن وادي النطرون صباح يوم جمعة الغضب 28 يناير 2011 أثناء ثورة 25 يناير مع 34 من قيادات الإخوان على مستوى المحافظات لمنعهم من المشاركة في جمعة الغضب وقامت الأهالي بتحريرهم يوم 30 يناير بعد ترك الأمن للسجون خلال الثورة، لكن رفض مرسي ترك زنزانته واتصل بعدة وسائل إعلام يطالب الجهات القضائية بالانتقال لمقرِّ السجن والتحقق من موقفهم القانوني وأسباب اعتقالهم، قبل أن يغادر السجن؛ لعدم وصول أي جهة قضائية إليهم.
تعرض ثلاثة من أبنائه لحوادث أثناء الثورة، فيوم الأربعاء 2 فبراير 2011، حيث حاصر 300 من البلطجية ابنه «عبد الله» وكان معه 70 في داخل جامع، وطلبوا فدية. فدبر «أسامة» أخوه الفدية، وسار مشيًا ومعه الفدية لعدم توفر مواصلات آنذاك، فمسكه رجال أمن، واعتقلوه، وربطوه في شجرة داخل معسكر أمن بالزقازيق لمدة 35 ساعة، وضربوه وكسروا عظامه وقطعوا ملابسه، وسرقوا الفدية وماله وبطاقة هويته. وعُمر كان في ذات اليوم مشاركًا في مظاهرة، فطارده بلطجية ورجال أمن في الشارع، ووقع، فانهالوا عليه ضربًا بالهراوة، وخُيّطت له غُرز في رأسه، وجلس في البيت مدة أسبوعين على السرير، وذلك حسب رواية مُرسي.

### ترشحه للرئاسة

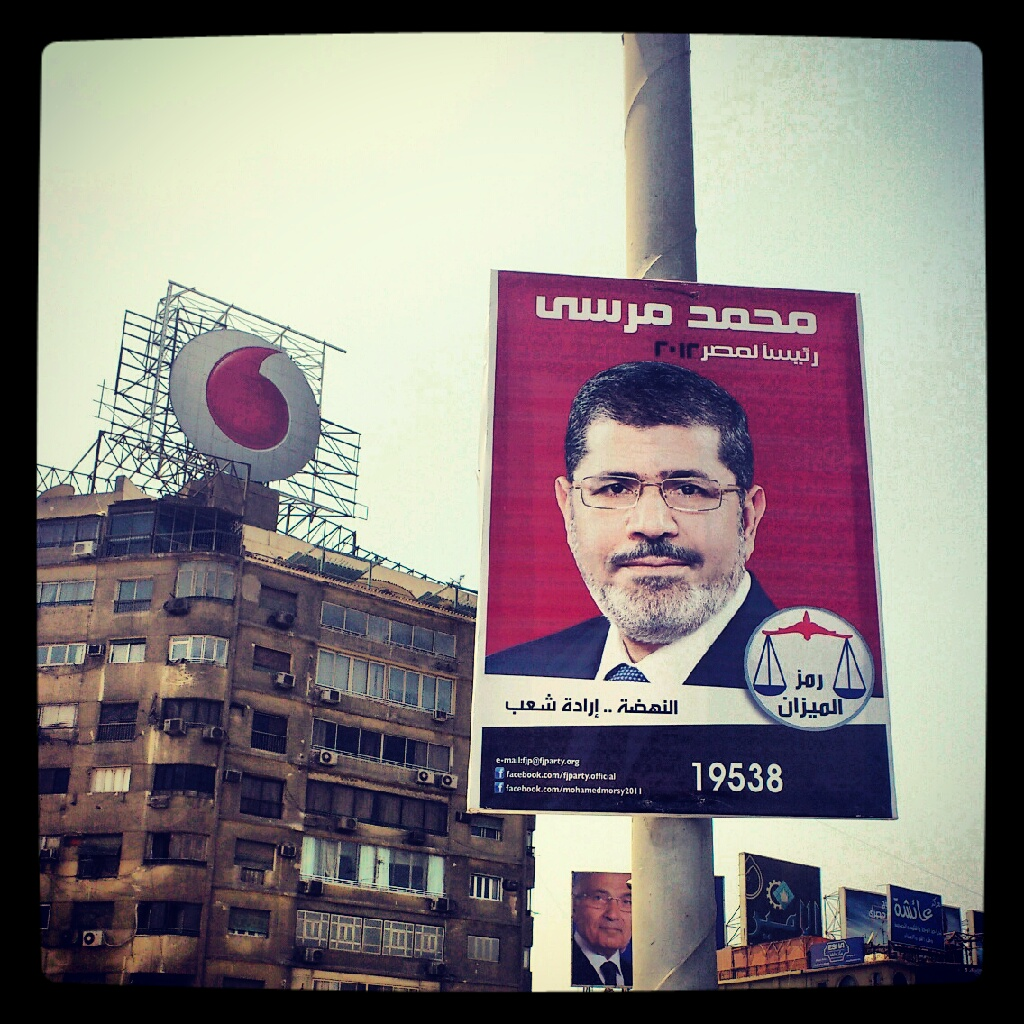
ملصقات انتخابات الرئاسة المصرية 2012.

بعد أن دفع حزب الحرية والعدالة بالاتفاق مع جماعة الإخوان المسلمون بخيرت الشاطر مرشحًا لانتخابات الرئاسة المصرية 2012، قرر الحزب في 7 إبريل 2012 الدفع بمرسي مرشحًا احتياطيًّا للشاطر كإجراء احترازي خوفًا من احتمالية وجود معوقات قانونية تمنع ترشح الشاطر. وقررت لجنة الانتخابات الرئاسية بالفعل استبعاد الشاطر وتسعة مرشحين آخرين في 17 أبريل. ومن ثم قررت جماعة الإخوان المسلمين وجناحها السياسي المتمثل في حزب الحرية والعدالة، الدفع بمحمد مرسي، الذي قبلت اللجنة أوراقه، مرشحًا للجماعة. قال الحزب والجماعة في بيان مشترك لهما:- «إنه إدراكًا من جماعة الإخوان المسلمين، وحزب الحرية والعدالة، بخطورة المرحلة وأهميتها، فإن الجماعة والحزب يعلنان أنهما ماضيان في المنافسة على منصب رئاسة الجمهورية، من خلال مرشحهما الدكتور محمد مرسي، بنفس المنهج والبرنامج، بما يحقق المصالح العليا للوطن ورعاية حقوق الشعب»، تصدر كل من محمد مرسي وأحمد شفيق الجولة الأولى لكن دون حصول أي منهما على أكثر من خمسين في المئة المطلوبة ما اقتضى إجراء جولة ثانية. بعد أكثر من تأجيل لإعلان نتيجة الجولة الثانية، رافقتها بعض الشائعات، قامت حملة المرشح محمد مرسي بإعلان فوزه استنادا على محاضر لجان الانتخابات حسب قولها، وقامت بنشر صورة من تلك المحاضر على الإنترنت، وقام المرشح احمد شفيق بالرد على ذلك بعقد مؤتمر صحافي معلنا فيه نجاحه أيضا ما خلق ارتباكا في عموم مصر.
في يوم الأحد 24 يونيو 2012 أعلنت لجنة الانتخابات الرئاسية المصرية محمد مرسي فائزا في الجولة الثانية من الانتخابات بنسبة 51٫7% بينما حصل أحمد شفيق على نسبة 48٫3%.، بعد ساعات من فوزه أُعلن عن استقالة مرسي من رئاسة حزب الحرية والعدالة ومن عضوية مكتب الإرشاد بجماعة الإخوان المسلمين.

## توليه منصب رئيس الجمهورية
في 30 يونيو 2012 تولى محمد مرسي منصب رئيس جمهورية مصر العربية بصفة رسمية، حين قام بأداء اليمين الجمهوري أمام المحكمة الدستورية العليا بالقاهرة في حضور الرؤساء والقضاة. ثم توجه إلى جامعة القاهرة في موكب رئاسة الجمهورية ليلتقى بقيادات الدولة والشخصيات العامة وسفراء الدول وغيرهم في مراسم رسمية، وإلقاء خطابه احتفالا بهذه المناسبة. ثم توجه إلى منطقة الهايكستيب، لحضور حفل القوات المسلحة، بحضور المشير محمد حسين طنطاوي، رئيس المجلس الأعلى للقوات المسلحة في ذلك الوقت، ونائبه الفريق سامي عنان وعدد من قيادات الجيش ورجال الدولة.

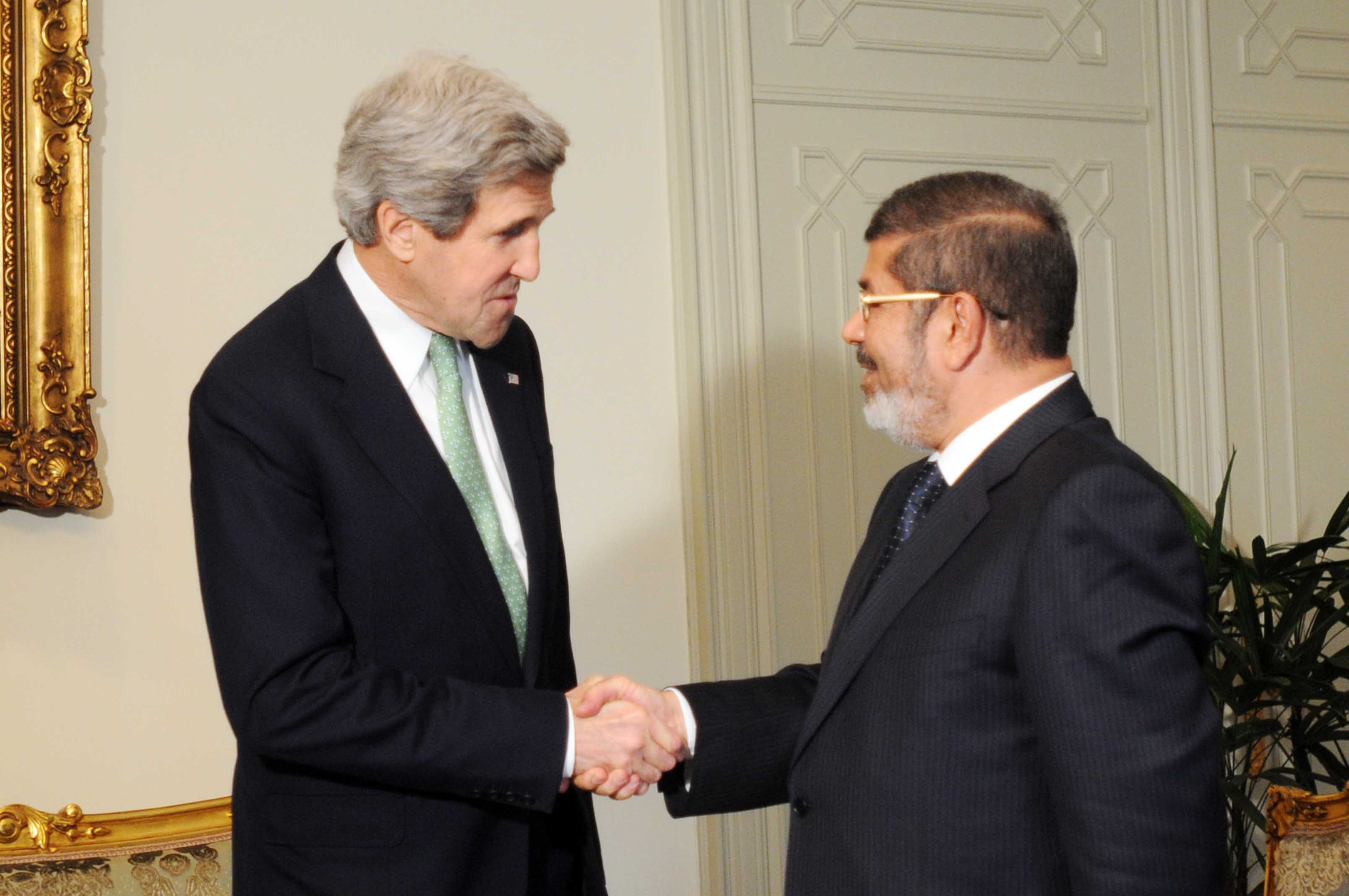
لقاء محمد مرسي مع جون كيري وزير الخارجية الأمريكي 3 مارس 2013.
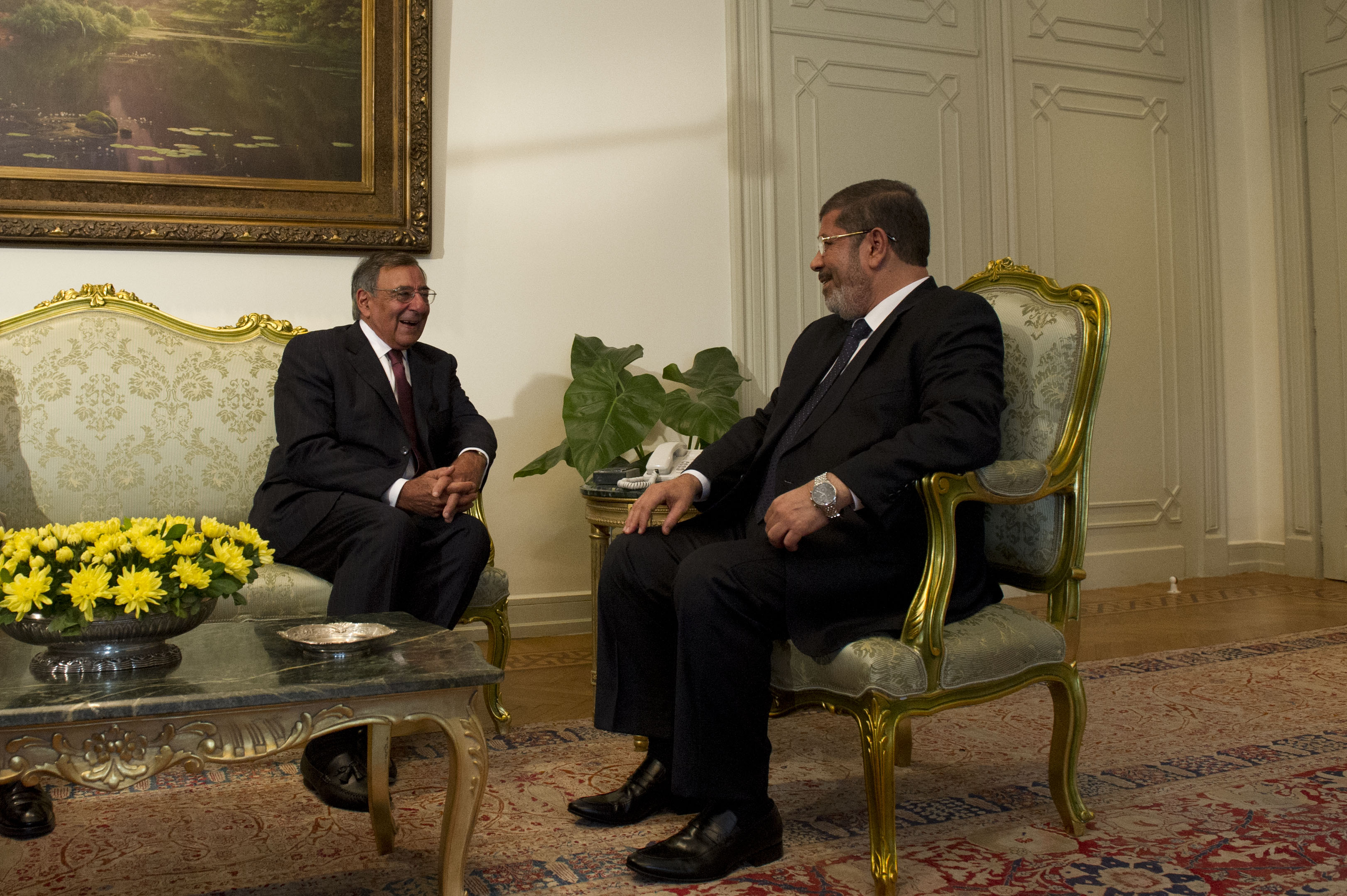
وزير الدفاع الأمريكي ليون بانيتا يلتقي بالرئيس المصري محمد مرسي.
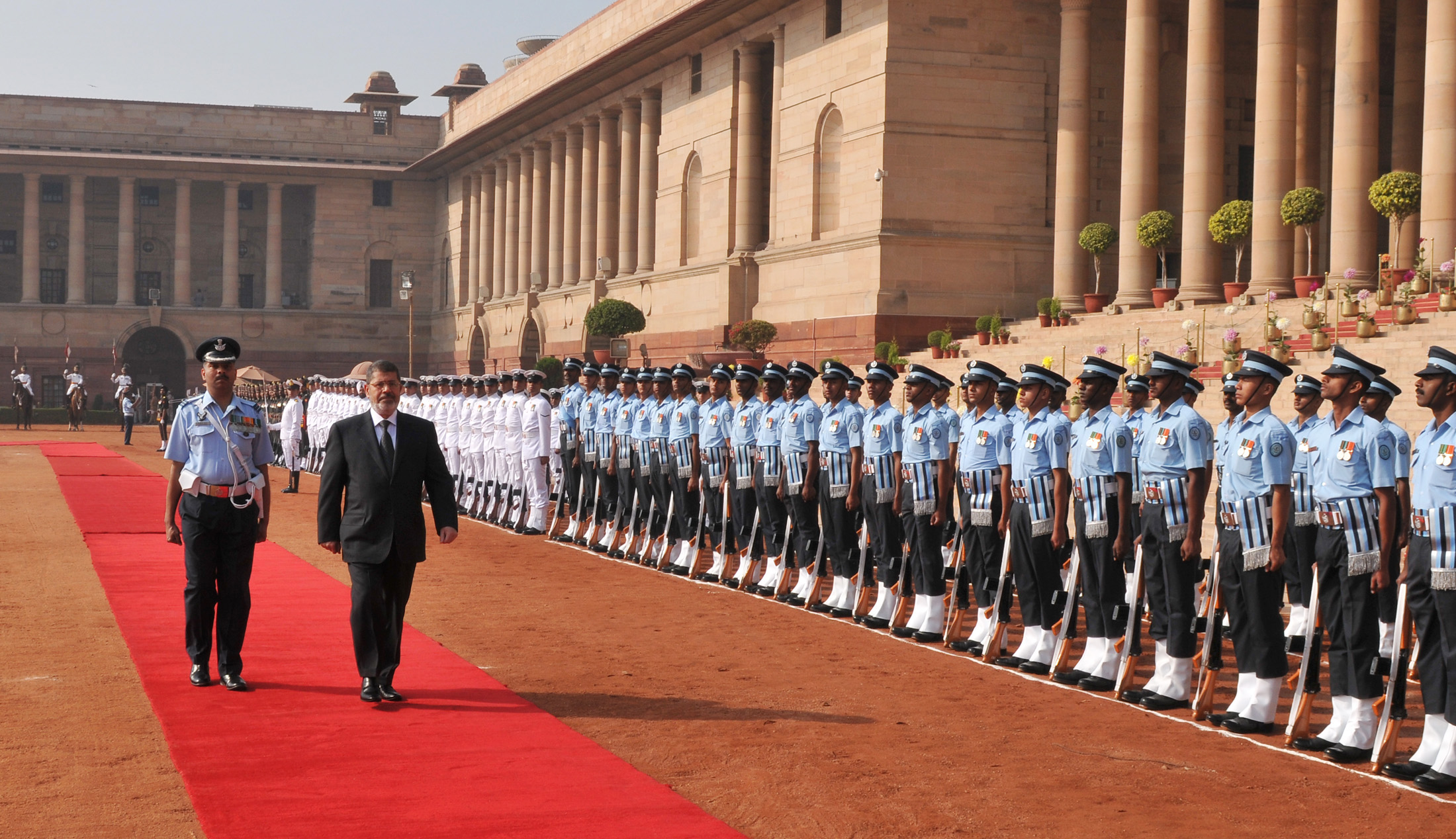
استقبال مرسي في نيودلهي بالهند يوم 19 مارس 2013.
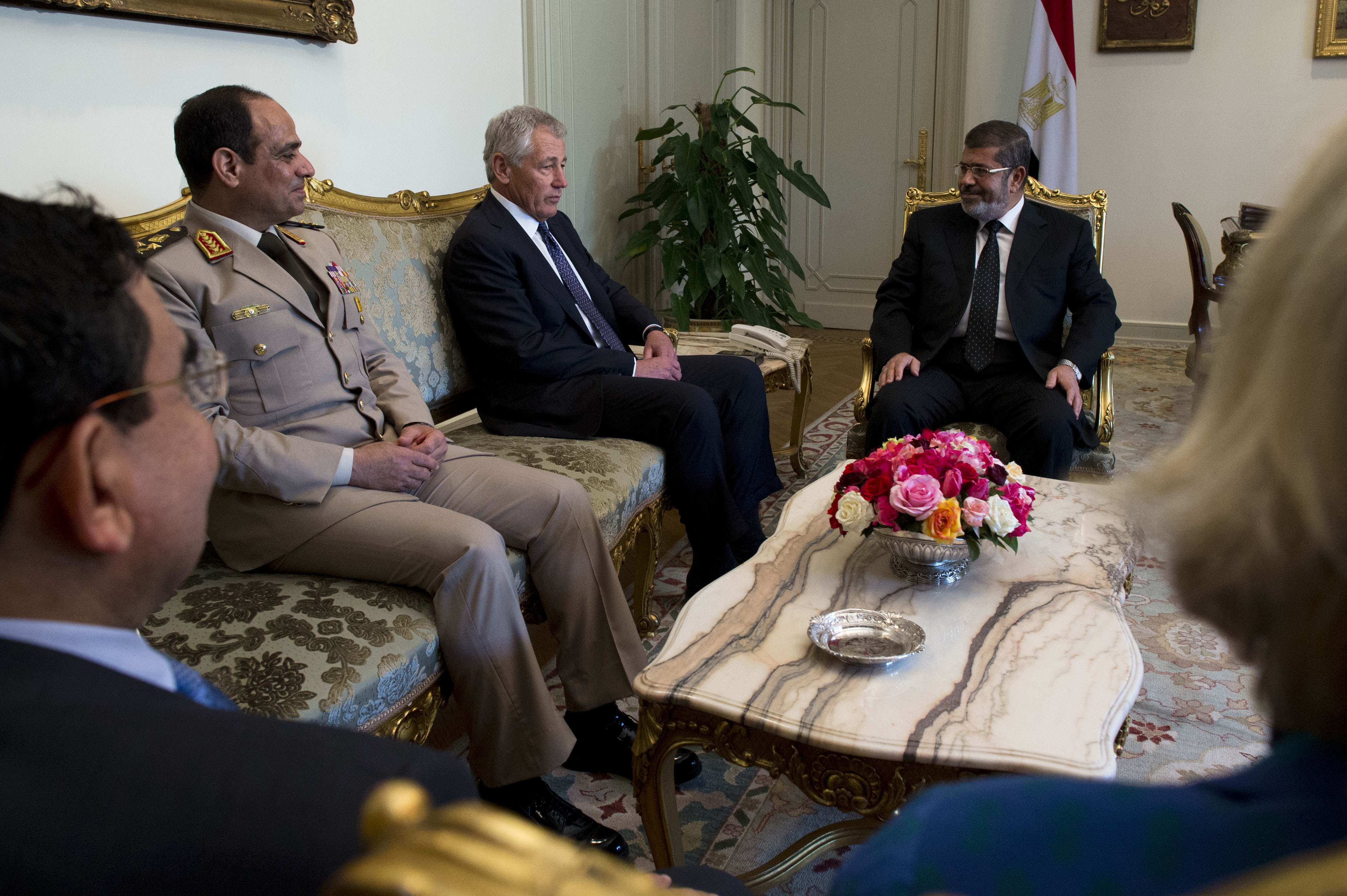
الرئيس محمد مرسي في اجتماع مع وزير الدفاع المصري عبد الفتاح السيسي ووزير الدفاع الأمريكي تشاك هيغل، القاهرة، 24 أبريل 2013
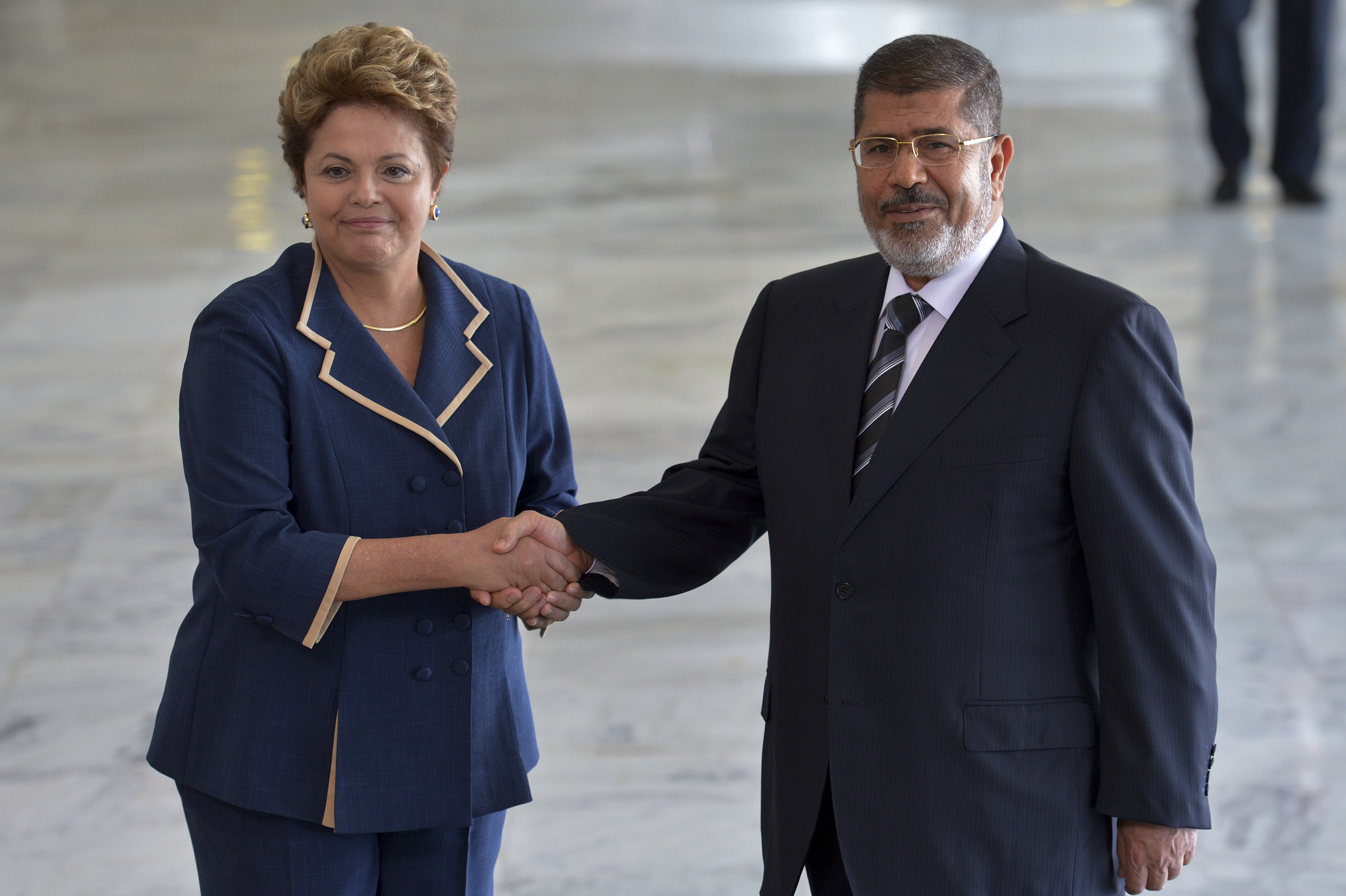
رئيسة البرازيل ديلما روسيف تستقبل الرئيس المصري محمد مرسي في قصر بلاناوتو.
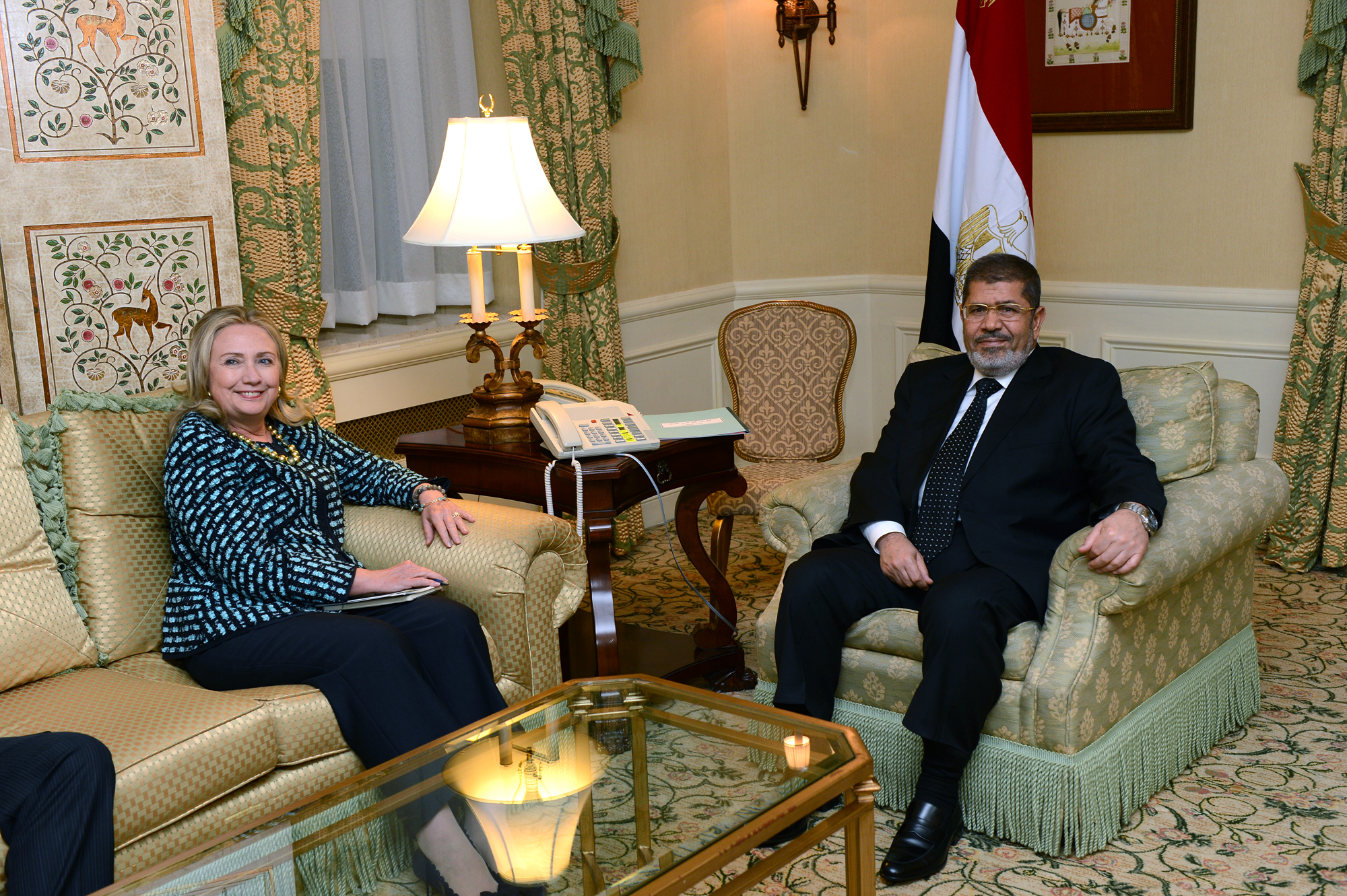
وزيرة الخارجية الأمريكية هيلاري كلينتون تلتقي بمحمد مرسي في نيويورك في 24 سبتمبر 2012.

## تطبيق الشريعة

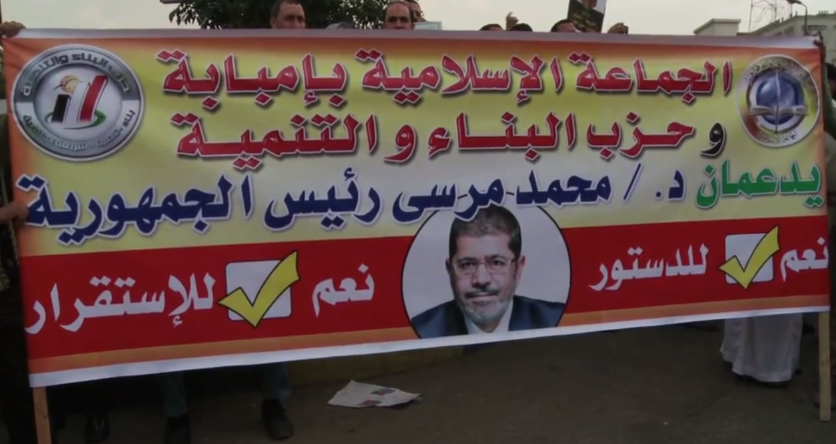
لأفتة للجماعة الإسلامية بإمبابة وحزبها السياسي حزب البناء والتنمية لتأييد محمد مرسي رئيسًا للجمهورية.

تعد مسألة تطبيق الشريعة بالتدريج وإقامة الحكومة الإسلامية في مصر أبرز القضايا التي طرحها التيار الإسلامي بعد ثورة 25 يناير فقال مرسي «عشت عشرة سنوات أحلم باليوم الذى تطبق فيه الشريعة الإسلامية، وأن الحزب والجماعة مشغولون بهذا «المشروع الكبير»، وسنواجه أي محاولة للعرقلة وإعادة النظام السابق».
وقال في إحدى جولاته الانتخابية إنه «من أجل تطبيق الشريعة سُجن البعض وعُذب البعض وقُتل البعض وإن تضحياتهم ودماءهم تدعونا للعمل على تحقيق ما سعوا إليه».
أصدر مرسي قرارًا بمضاعفة الضرائب علي الخمور لتصل إلى 200% لحصار بيع الخمور في مصر، وقد طرح وزير الطيران المدني حظر الكحول من محلات السوق الحرة في المطارات.
قال الشيخ سعيد عبد العظيم مؤسس الدعوة السلفية وعضو الهيئة الشرعية للحقوق والإصلاح حول مسألة تطبيق الشريعة بالتدرج «إن مرسي اجتمع بمجلس شورى العلماء، وطلب منهم أن يضعوا له المواد والمسائل التي يبدأ بها في تطبيق الشريعة، ورأى مجلس الشورى بحث المسائل مع المستشارين»، وذكر أنه التقي محمد مرسي بعد ذلك في قصر الاتحادية، وقال له معاتبًا: «إخوانك في المجلس تأخروا على ولم يوافوني بشيء»، مشيرًا إلى أنه علم بعد ذلك أن مرسي اتخذ الدكتور حسين حامد حسان مستشارًا له لخبرته الكبيرة في هذا المجال وأضاف «ما كان مرسي ينوى فعله هو سبب انقلاب الدنيا عليه».
وقال الداعية الإسلامي وجدي غنيم: «إن الرئيس محمد مرسي لم يكن معه القضاء أو الجيش أو الشرطة والإعلام لذلك لم يقدر على تطبيق الشريعة، وهناك خلطًا بين الشريعة والحدود، وأن تحقيق الحق والعدل والكفاية يتبعه تطبيق الحدود»
قال وزير الخارجية الأسبق نبيل فهمي لدير شبيجل: «مرسي أراد إقامة نظام حكم إسلامي وما كنا لنسمح بذلك به فلجأنا إلى الجيش».
وقال السيسي لواشنطن بوست: «مرسي أراد استعادة الإمبراطورية الإسلامية وهو ما لم يجعله رئيسا لكل المصريين».
من ناحية أخري أنتقده العديد من الإسلاميين خاصة حزب النور السلفي بما وصفوه بخيانة للشريعة، واتهمه معارضوه بالتجارة بالدين وأنه يستغل الدين لأجل مكاسب سياسية بسبب عدم أتخاذه موقف معارض من قرار وزير السياحة هشام زعزوع بتمديد ترخيص الكباريهات ومحلات بيع الخمور من سنتين لثلاث سنوات بهدف تنشيط السياحة في 23 ابريل 2013. وقبوله بالقروض الربوية ولقائه وتكريمه لإلهام شاهين والفنانين والممثلين في قصر الرئاسة. وقوله بأن مصر دولة مدنية وليست دولة دينية أكثر من مرة، وإصداره قرار جمهوري ببناء كنيسة النوبارية بعدما رفض مبارك هذا الطلب الموضوع أمامه منذ سبعة عشر عامًا. والسماح للشيعة بدخول مصر ووجود دار للنشر لهم ومجلة "آل البيت" وقنوات وسفر الشباب المصري لإيران بدون تأشيرة. وخذلانه للضباط الملتحين في عدم تنفيذ الأحكام القضائية الصادرة لصالحهم وعدم منعه لمن يهاجمون العقيدة علي التليفزيون، وكذلك قوله أن الشريعة مطبقة بالفعل منذ دستور مصر 1923 وليس هو من سيطبقها. وقوله أن المسيحيين لا يقولون أن الله ثالث ثلاثة. مما أدي لتراجع شعبية مرسي بين الإسلاميين وتخلي كثير منهم عن دعمه.

## المؤتمرات الدولية

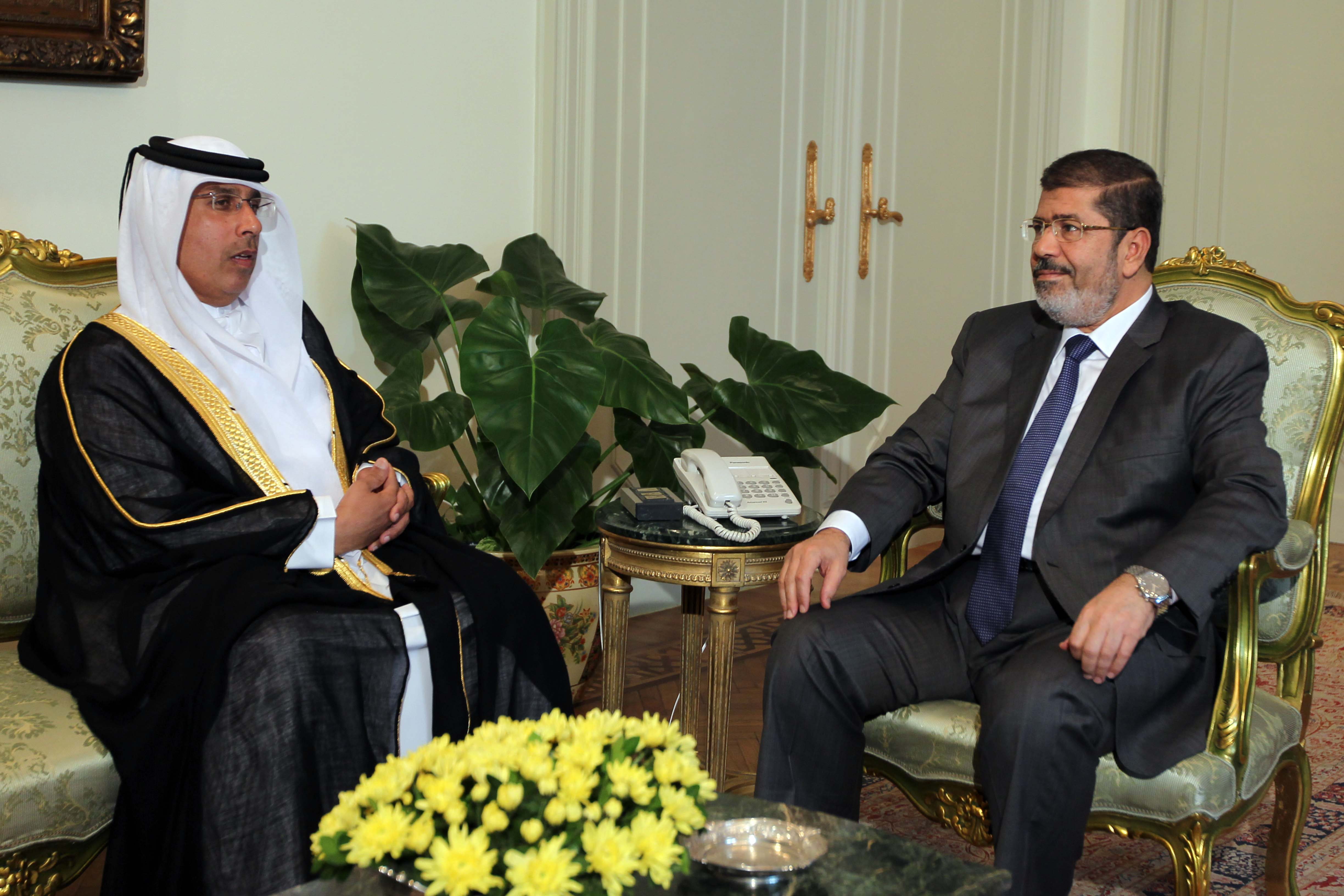
محمد مرسي خلال للقائه مع الإعلامي أحمد عبد الله الشيخ.

### القمة الإسلامية الثانية عشر 2013
في 6 فبراير 2013 عقدت القمة الإسلامية الثانية عشر بالقاهرة بحضور قادة ورؤساء الدول الإسلامية، وألقى الرئيس محمد مرسي خطاب الترحيب، وترأس الدكتور محمد مرسي الجلسة الأولى في أعمال اليوم الثاني من القمة. كان من أبرز الحضور في القمة، الرئيس الإيراني محمود أحمدي نجاد الذي قام بزيارة لمصر تعد الأولى لرئيس إيراني منذ انقطاع العلاقات الدبلوماسية بين البلدين في 1979.

### قمة عدم الانحياز 2012
في 30 أغسطس 2012 حضر الرئيس مرسي قمة عدم الانحياز في إيران.
وكانت زيارة الرئيس مرسي لإيران لحضور فعاليات القمة الأولى لرئيس مصري منذ الثورة الإسلامية عام 1979.

## علاقته مع تركيا
في 30 سبتمبر 2012 زار مرسي تركيا لتأسيس مجلس تعاون إستراتيجي بين البلدين ونقل التجربة الإقتصادية التركية لمصر. وفي 17 نوفمبر 2012 زار اردوغان القاهرة وأعلن زيادة الإستثمارات التركية في مصر إلي 5 مليارات دولار وعقد 27 اتفاقية تعاون مع تركيا لتشجيع التجارة والاستثمار والتعليم والصحة والبنية التحتية والنقل والعمران بما يتفق مع أولويات التنمية في مصر، خاصة في المجالات الاقتصادية، مشيرًا إلى أنه تم بحث موقف مصر من الاعتداءات الإسرائيلية الأخيرة على قطاع غزة، والجهود التي تبذلها مصر وتركيا للتهدئة، ونتائج زيارة رئيس الوزراء المصري لغزة.
وفي 27 مايو 2013 قامت تركيا بإرسال 150 عربة نظافة كمنحة لمواجهة أزمة القمامة في البلاد.

## علاقته مع الصين
تحالف مرسي مع الصين في تطوير منطقة محور قناة السويس الممتد على مساحة 7 ألاف كيلومتر، كما يتضمن المشروع إنشاء مناطق صناعية وموانئ لتقديم الخدمات اللوجيستية، بما يهدد تفرد ميناء دبي في تقديم تلك الخدمات.

## علاقته مع غزة وحماس
كانت العلاقات بين الإخوان المسلمين وحركة حماس وثيقة لفترة طويلة كونها الجناح العسكري للفرع الفلسطيني من الجماعة. وخلال محادثات مع قادة حماس في القاهرة بعد أسابيع فقط من أدائه اليمين الدستورية وعد مرسي ب ـ«اتخاذ التدابير التي من شأنها أن تخفف من العبء على حياة الفلسطينيين في قطاع غزة». وكانت حماس قد أقامت احتفالات غير مسبوقة في قطاع غزة الذي تسيطر عليه فور الإعلان عن فوز مرسي في انتخابات الرئاسة المصرية. وسمح هذا الفوز للحركة بتعزيز علاقتها مع جماعة الإخوان، وعقدت عدة لقاءات بين مرسي ورئيس المكتب السياسي للحركة خالد مشعل ورئيس الحكومة المقالة إسماعيل هنية، وحصل تعاون رسمي على المستوى الاقتصادي والأمني.
وقال مرسي حين وقع العدوان الإسرائيلي على غزة (2012) في كلمة له: «لن نترك غزة وحدها، إن مصر اليوم مختلفة تماما عن مصر الأمس، ونقول للمعتدي إن هذه الدماء ستكون لعنة عليكم وستكون محركا لكل شعوب المنطقة ضدكم، أوقفوا هذه المهزلة فورا وإلا فغضبتنا لن تستطيعوا أبدا أن تقفوا أمامها، غضبة شعب وقيادة». واتخذ موقفا عمليا لإظهار التضامن المصري مع الفلسطينيين في قطاع غزة حينما أرسل رئيس الوزراء السابق هشام قنديل على رأس وفد مصري رسمي وشعبي لتقديم كل العون الممكن لأهالي القطاع، وهو الموقف الذي حفز دولا كثيرة، عربية وإسلامية، على أن تحذو حذو مصر، فتواصل وصول الوفود الرسمية والشعبية إلى غزة لإظهار الدعم والتأييد. وأمر الرئيس مرسي بفتح المعابر بين مصر وغزة بشكل دائم لاستقبال المصابين الفلسطينيين لتلقي العلاج في المستشفيات المصرية ومعاملتهم كالمصريين.
ولم تكتف مصر بذلك بل قادت حراكا دبلوماسيا وسياسيا نجح في النهاية في وقف العدوان على غزة بعد أيام من اندلاعه وفق معاهدة للهدنة برعاية مصرية، وهو ما أكد استعادة مصر لدورها المحوري في المنطقة. وكانت الحكومة المصرية قد تغاضت عن الكثير من الأنفاق التي ينقل عبرها الغذاء والدواء والسلاح أيضا وفتحت المعابر مع غزة في بعض الأوقات. وحتى بعد عزله واعتقاله، هتف من خلف قضبان قفص المحكمة «لبيك يا غزة.. لبيك يا غزة»، وذلك خلال العدوان الإسرائيلي على غزة قبل بدء جلسة محاكمته وعدد من عناصر الإخوان في قضية اقتحام السجون والهروب من سجن وادي النطرون.
في حين قال الرئيس الفلسطيني محمود عباس بأن مرسي عرض عليه توطين الفلسطينيين في سيناء ضمن المشروع الإسرائيلي الذي أطلق عليه اسم "جيورا آيلاند"، بهدف تصفية القضية الفلسطينية فقال: «خلال تولي جماعة الإخوان الحكم في عهد الرئيس الأسبق محمد مرسي رئاسة #مصر، عرض علينا الحصول على قطعة من سيناء ورفضنا» وقال أيضا «قلت له إن هذا كلام لا نقبله. قلت له إن إسرائيل تريد أن تلقي بغزة في مصر وهذا يخرب المشروع الوطني الفلسطيني. لم يعجبه الكلام. وقال لي: هم كم عددهم في غزة بنحطهم (نضعهم) في شبرا» وأضاف «كان هناك تفكير، غيورا آيلاند هو الذي اقترح قائلا نأخذ من سيناء قطعة ونضيفها إلى غزة يعيش فيها الفلسطينيون ونبني الدولة الفلسطينية، هذا كلام هراء، كيف أبني دولتي على حساب أرض مصر هذا المشروع نرفضه رفضا قاطعا إنه تدمير للقضية».

## علاقته مع سوريا

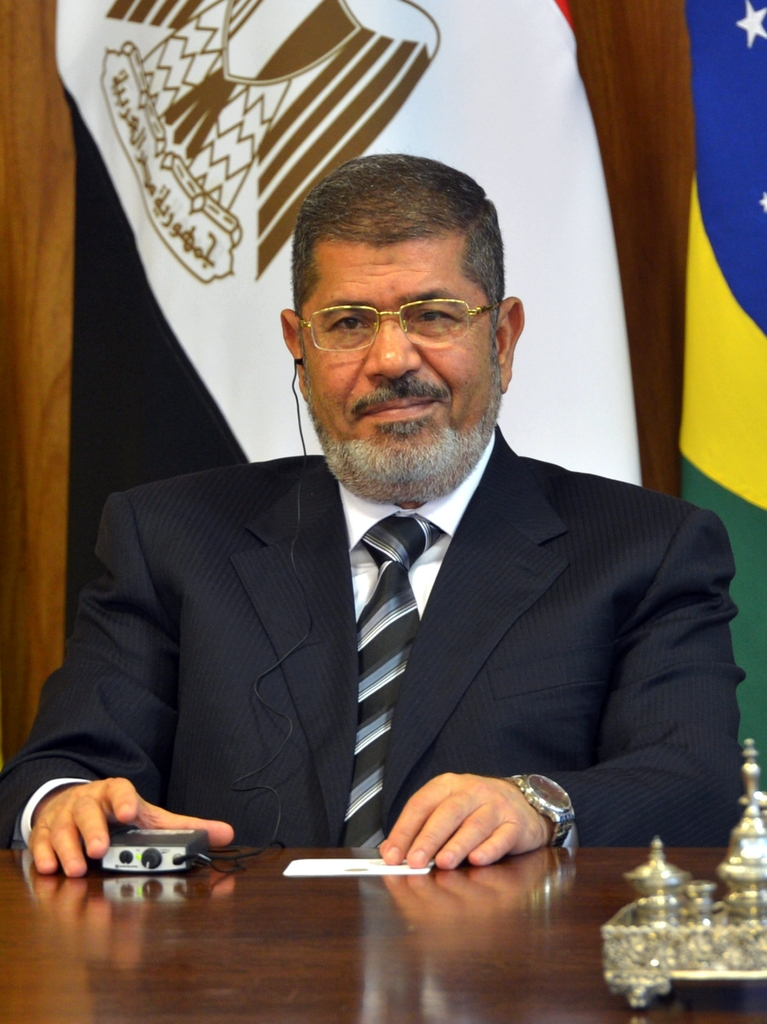
محمد مرسي خلال مراسم توقيع الاتفاقيات الثنائية في للبرازيل.

توترت العلاقات بين مصر وسوريا منذ تولي محمد مرسي المنصب حيث قال في كلمته في مؤتمر عدم الإنحياز بطهران في أغسطس 2012:«إن تضامننا مع نضال أبناء سوريا الحبيبة ضد نظام قمعي فقد شرعيته واجب أخلاقي بمثل ما هو ضرورة سياسية واستراتيجية.»
في سبتمبر 2012 أعلن عن «المبادرة المصرية لحل الأزمة السورية» بالإشتراك مع إيران وقد أكد علي وجوب رحيل نظام بشار الأسد فقال:«نحن مصرون على أن يتغير النظام في سوريا. رحيل الأسد أمر تم الاتفاق عليه، حيث لا مجال للحديث عن إصلاحات في سوريا. النظام يجب أن يتغير»
وفي 15 يونيو 2013 قبل المظاهرات المرتقبة للمعارضة عقد «مؤتمر الأمة المصرية لنصرة الثورة السورية» بعد سلسلة من المجازر التي شهدتها سوريا، وتم إعلان قطع العلاقات مع النظام السوري وطرد السفير السوري من مصر، ودعي المؤتمر للجهاد في سوريا وقال مرسي خلاله:«لبيك يا سوريا، هذا يوم النُصرة، لن يهنأ لنا بال حتى نرى السوريين الأحرار يقيمون دولتهم الموحدة على كامل ترابهم»
وهاجم حزب الله قائلًا « إن الشعب المصرى وقف عام 2006 عندما اعتدى على الشعب اللبنانى وها نحن نقف الآن ضد حزب الله في عدوانه على الشعب السورى.»

## علاقته مع السعودية
كانت أول زيارة لمرسي بعد فوزه بالإنتخابات إلي السعودية، وقال خلال للقائه بالملك عبدالله «إستقرار المنطقة يستلزم استقرار مصر والخليج»، وأكد مرسي حرصه على أن تكون أول زيارة له خارج مصر إلى المملكة نظرا «لما تتمتع به العلاقات المشتركة بين البلدين من عمق تاريخي ممتد الجذور». وهو حرص من القيادة المصرية الجديدة على توطيد تلك العلاقة بعد ثورة 25 يناير التي أعقبها فتور في العلاقات بسبب دعم السعودية للرئيس مبارك وعدائها لثورة 25 يناير، وتُعتبر السعودية الممول الرئيس للميزانية المصرية ولذلك سعي علي إقامة علاقات مميزة معها. وتعتبر السعودية جماعة الإخوان منافسا فكريا يتبنى مذهبا سياسيا نشطا تخشى أن يزعزع استقرار حلفائها ويثير الشقاق داخلها وتصدير الثورة إليها. غير أن انتخاب مرسي لم يترك أمام السعودية من خيار يذكر سوى محاولة مد يدها للرئيس الجديد. وقال محللون إن الاستقبال الذي أعده الملك عبد الله لمرسي يظهر أن المملكة مستعدة لفتح صفحة جديدة في العلاقات مع الإخوان المسلمين.

## علاقته مع إيران

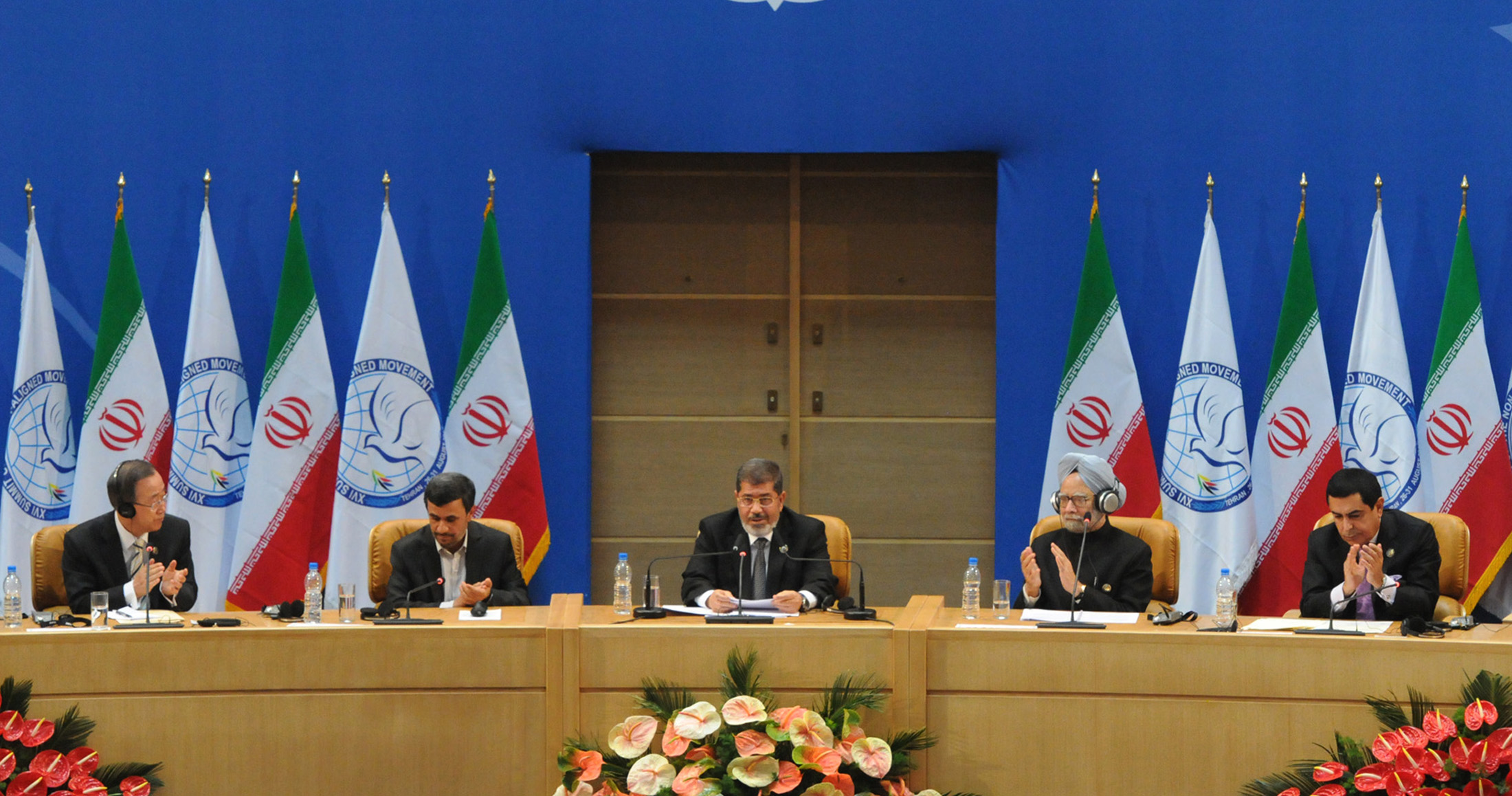
محمد مرسي والأمين العام للأمم المتحدة بان كي مون والرئيس الإيراني أحمدي نجاد، في القمة السادسة عشرة لحركة عدم الانحياز في طهران

حدث بعض التقارب مع إيران في عهد مرسي حيث اقترحت إيران صفقات لدعم الاقتصاد المصري المتراجع، وقد شملت اتفاقية لتشجيع السياحة الإيرانية في مصر، وتقديم شحنات نفط واتفاقات تجارية. إلا أن مرسي أقدم بحسب تقارير صحفية على إطلاع المملكة العربية السعودية على تفاصيل تلك العروض الإيرانية، آملاً في أن تقدم الرياض لمصر صفقات اقتصادية موازية. بدورها أبلغت السعودية إيران بتمرير مصر المقترحات التجارية الإيرانية إليها، ما وضع مرسي في وضعٍ حرج أمام إيران. ورغم من ذلك، استمر التعاون الاقتصادي إذ حطّت في آذار/مارس 2013 أول رحلة جوية تجارية مصرية في مطار الخميني الدولي منذ 34 عاماً.
في أغسطس 2012، ومن قلب طهران الحليفة الاستراتيجية لـبشار الأسد، ألقى مرسي خطاباً افتتحه بالصلاة على الرسول وآله وأصحابه والخلفاء الراشدين. كذلك أعلن دعمه الصريح للثورة السورية، منتقداً سلوك النظام السوري وكان حينها أول رئيسٍ مصري يزور طهران منذ 30 عاماً، للمشاركة في قمة منظمة دول عدم الانحياز وتسليم رئاستها للقيادة الإيرانية.
في شباط / فبراير 2013 رد الرئيس الإيراني الأسبق أحمدي نجاد الزيارة بمثلها، مشاركاً في القمة الإسلامية التي عقدت بالقاهرة، والتقى خلالها شيخ الأزهر أحمد الطيب الذي طالبه حينها بتحريم إهانة رموز أهل السُنّة، واحترام سيادة البحرين، ووقف نزيف الدم في سوريا
إلا أن إختلاف المواقف من الأزمة السورية كان أقوى من طموحات التقارب حينها؛ حيث تعتبر طهران نظام حزب البعث العربي الإشتراكي الحاكم بأنه الحليف الإستراتيجي لها في المنطقة ضمن ما سمي بمحور المقاومة ضد المصالح الأمريكية والإسرائيلية والسعودية.

## الانقلاب عليه

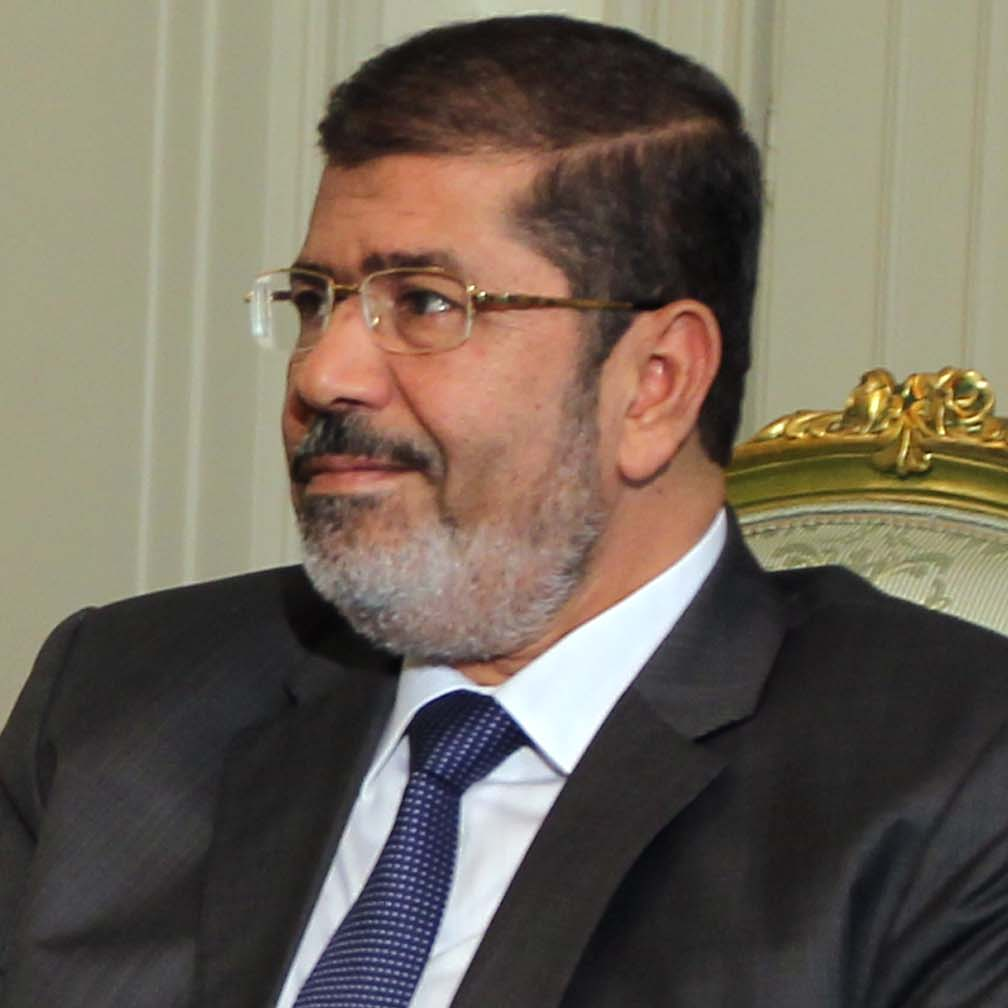
محمد مرسي

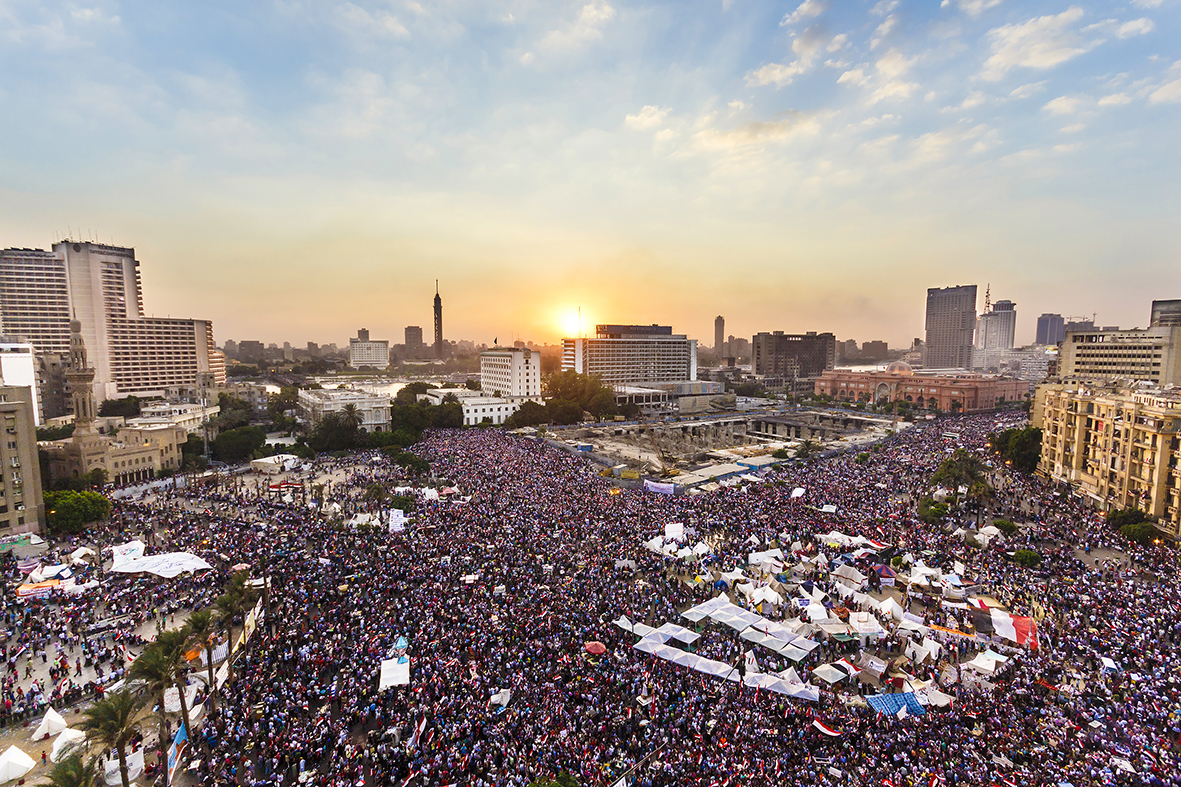
مظاهرات معارضي مرسي في ميدان التحرير في 2 يوليو 2013.

### حركة تمرد

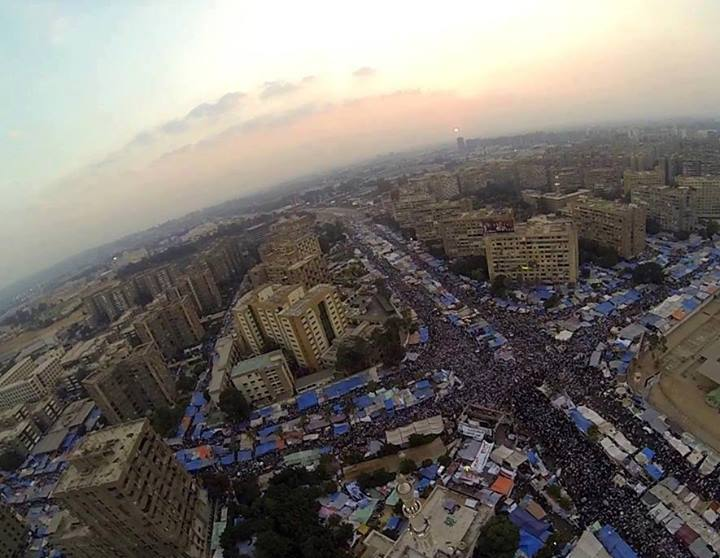
مظاهرات مؤيدي محمد مرسي في ميدان رابعة العدوية بالقاهرة.

في نهاية أبريل 2013 أنطلقت حركة تمرد وهي حركة دعت إلى سحب الثقة من مرسي، وكانت تطالبه بانتخابات رئاسية مبكرة، وقد قامت الحركة بالدعوة إلى مظاهرات 30 يونيو 2013 مستندة إلى توقيعات تقول أنها جمعتها من (22) مليون مصري. ظهر في تسريبات أن الحكومة الإماراتية قامت بتمويلها.

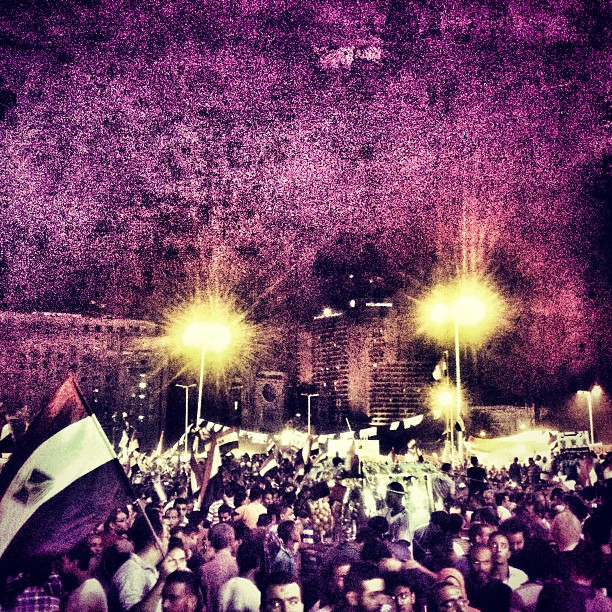
متظاهرون في ميدان التحرير يحتفلون بعد عزل القوات المسلحة لمرسي.

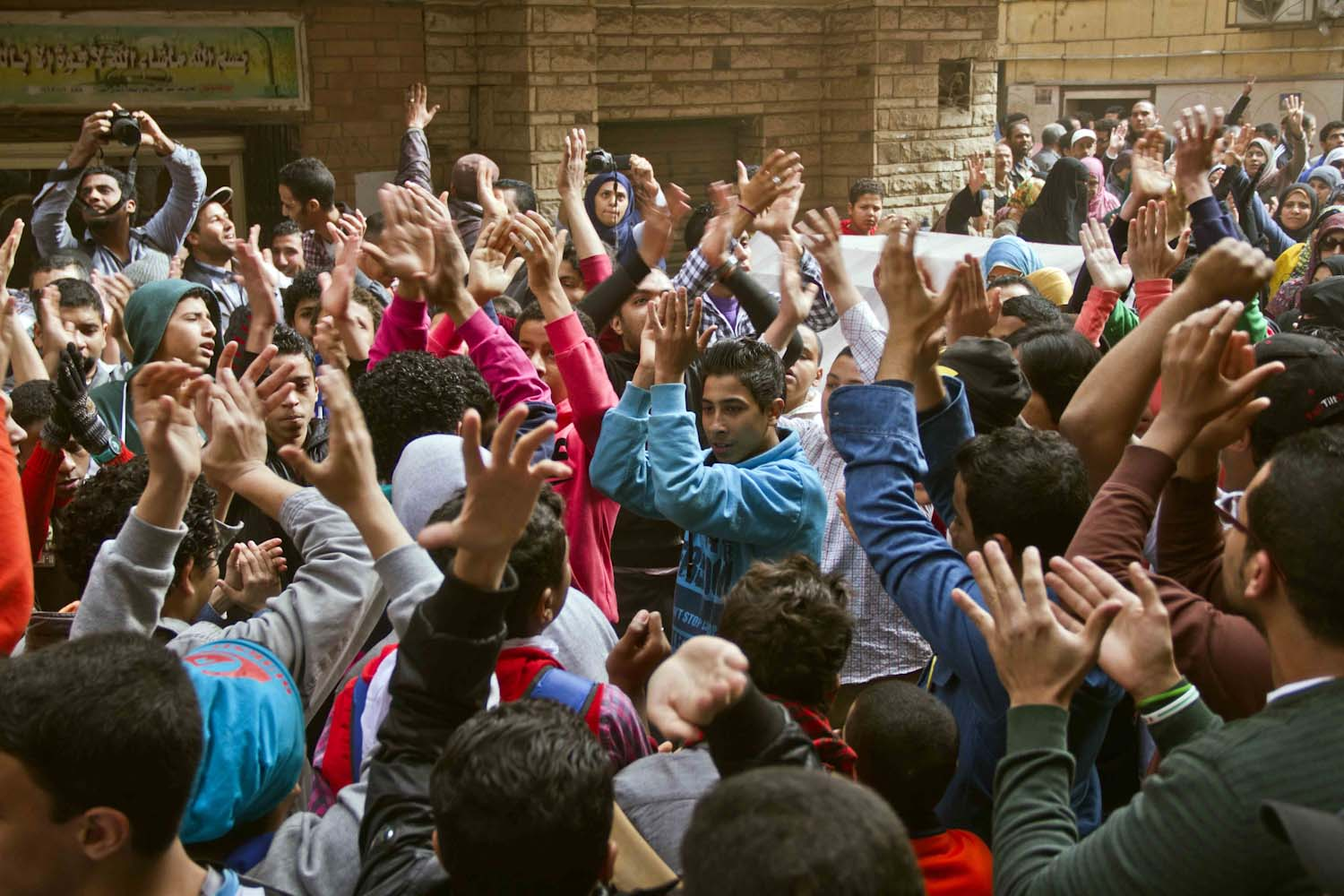
مظاهرات لمؤيدي محمد مرسي في 2-2014.

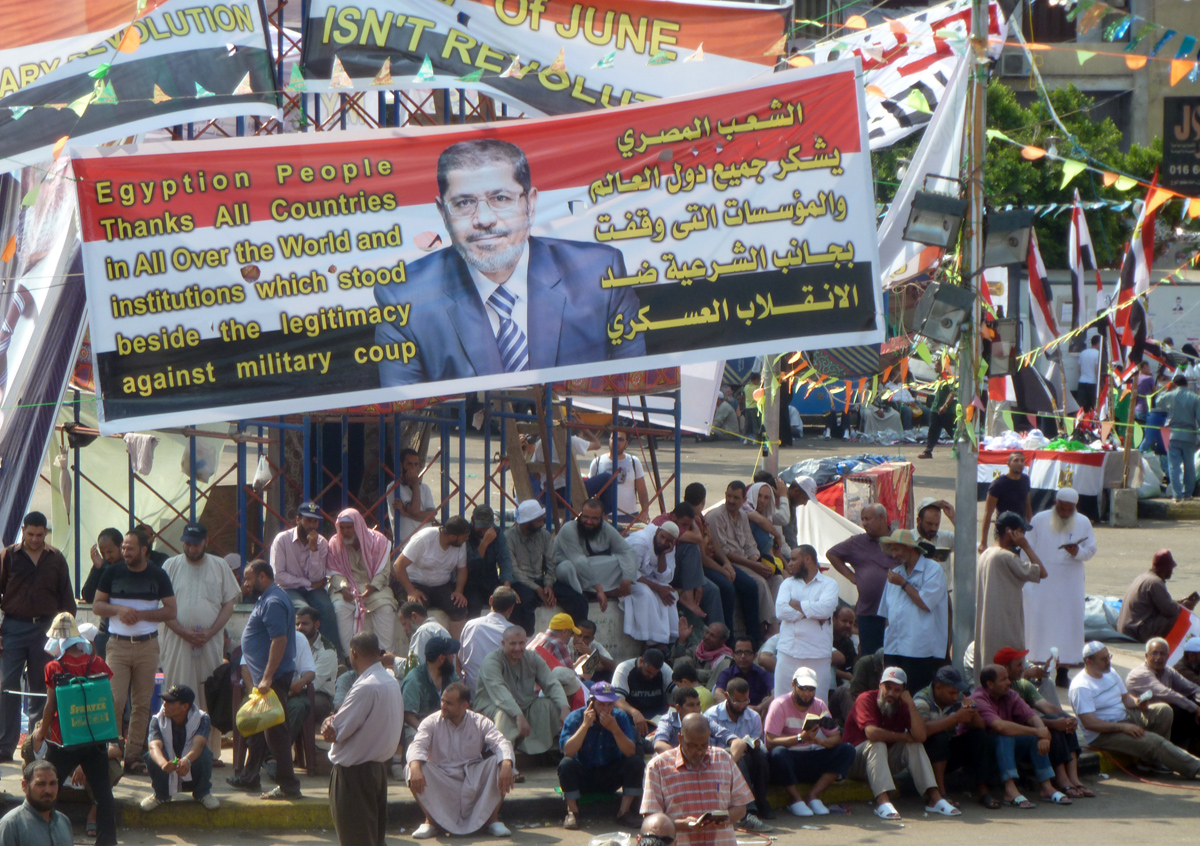
مظاهرات لمؤيدي محمد مرسي في رابعة العدوية.

### مهلة القوات المسلحة
حددت القوات المسلحة في 1 يوليو 2013، في بيان لها، مهلة (48) ساعة لتلبية مطالب الشعب في مظاهرات 30 يونيو؛ وإلا ستتدخل وتعلن عن «خارطة مستقبل وإجراءات تشرف على تنفيذها».
وذكر البيان الذي أذيع في التليفزيون الرسمي أن الساحة المصرية شهدت، أمس مظاهرات، وخروجاً لشعب مصر العظيم ليعبر عن رأيه وإرادته بشكل سلمي وحضاري غير مسبوق، و«رأى الجميع حركة الشعب المصري وسمعوا صوته بأقصى درجات الاحترام والاهتمام»، مشددًا على أنه «من المحتم أن يتلقى الشعب رداً على حركته، وعلى ندائه من كل طرف يتحمل قدراً من المسؤولية في هذه الظروف الخطرة المحيطة بالوطن».

وقالت القوات المسلحة في بيانها إنها «لن تكون طرفاً في دائرة السياسة أو الحكم، ولا ترضى أن تخرج عن دورها المرسوم لها في الفكر الديمقراطي الأصيل النابع من إرادة الشعب»، مشيرة في الوقت نفسه إلى أن «الأمن القومي للدولة معرض لخطر شديد إزاء التطورات التي تشهدها البلاد، وهو يلقى علينا بمسؤوليات كل حسب موقعه، للتعامل بما يليق من أجل درء هذه المخاطر».

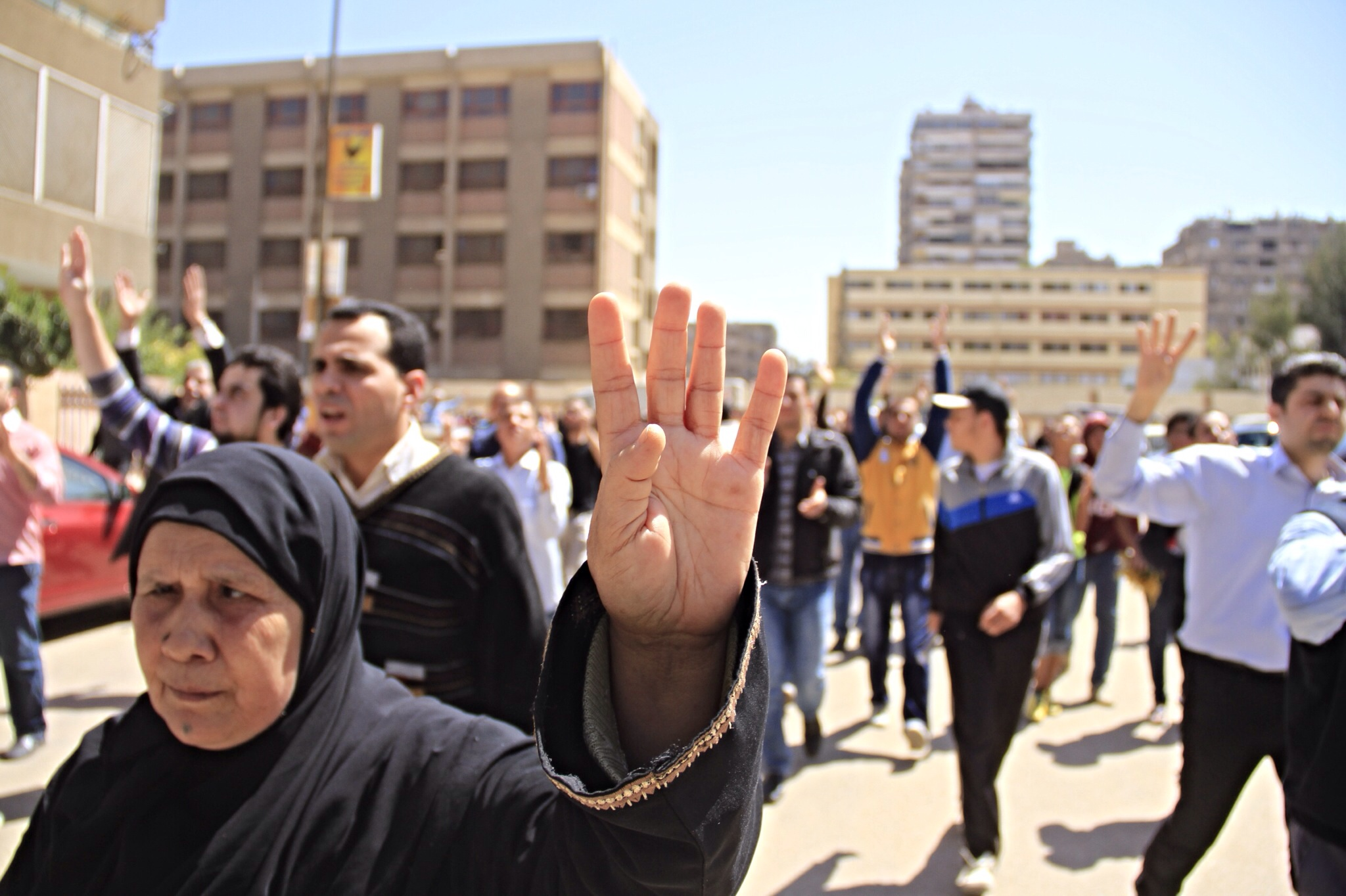
متظاهرون مؤيدون لمحمد مرسي يسيرون في أنحاء القاهرة رافعين إشارة رابعة في 28 مارس 2014

وأضافت أنها «استشعرت القوات المسلحة مبكراً خطورة الظرف الراهن، وما تحمله طياته من مطالب للشعب المصري العظيم، ولذلك فقد سبق أن حددت مهلة أسبوعاً لكل القوى السياسية بالبلاد للتوافق والخروج من الأزمة إلا أن هذا الأسبوع مضى دون ظهور أي بادرة أو فعل، وهو ما أدى إلى خروج الشعب بتصميم وإصرار، وبكامل حريته على هذا النحو الباهر، الذي أثار الإعجاب والتقدير والاهتمام على المستوى الداخلي والإقليمي والدولي».
وأكدت القيادة العامة في القوات المسلحة أن «ضياع مزيد من الوقت لن يحقق إلا مزيدًا من الانقسام والتصارع، الذي حذرنا وما زلنا نحذر منه»، معتبرة أن الشعب «عانى ولم يجد من يرفق به أو يحنو عليه، وهو ما يلقي بعبئ أخلاقي ونفسي على القوات المسلحة، التي تجد لزاماً أن يتوقف الجميع عن أي شئ بخلاف احتضان هذا الشعب الأبي، الذي برهن على استعداده لتحقيق المستحيل إذا شعر بالإخلاص والتفاني من أجله».

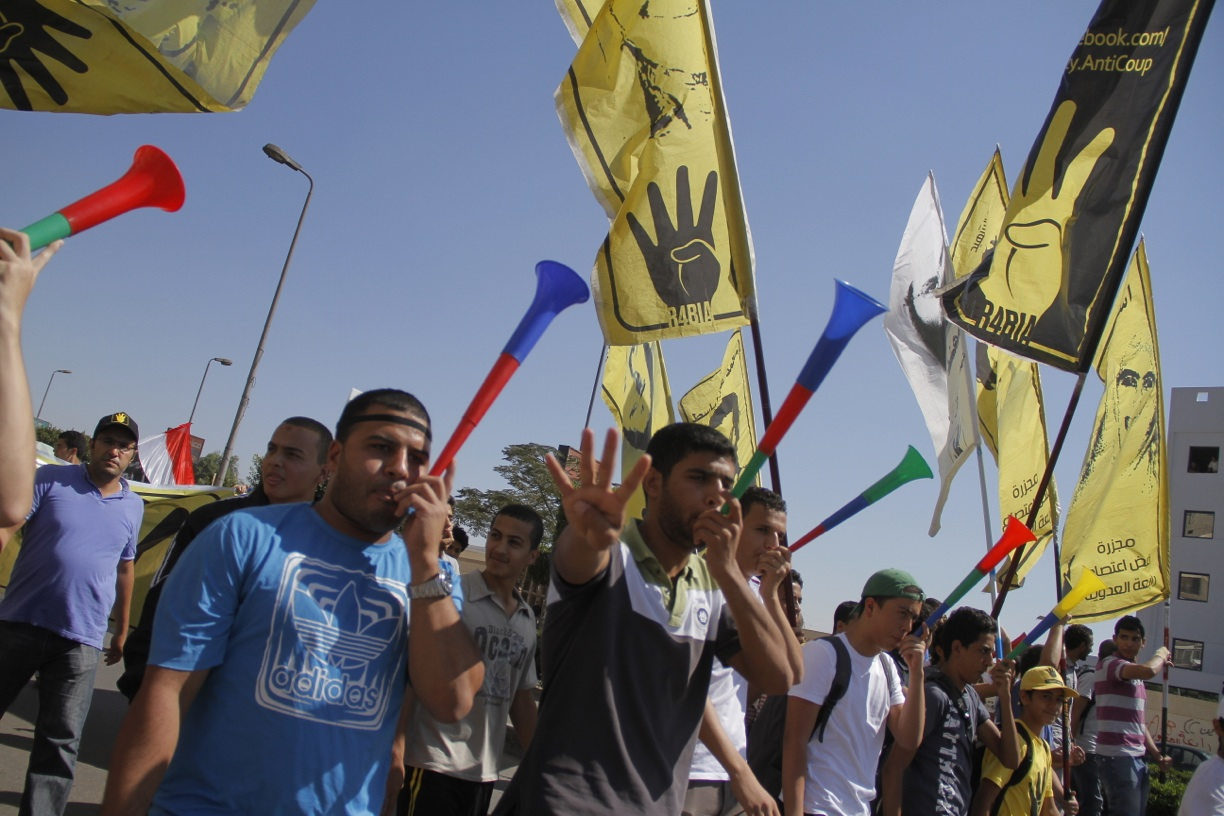
مجموعة من المتظاهرين المؤيدين لمحمد مرسي في أكتوبر 2013.

وقالت القوات المسلحة إنها «تعيد وتكرر الدعوة لتلبية مطالب الشعب، وتمهل الجميع 48 ساعة كفرصة أخيرة لتحمل أعباء الظرف التاريخي، الذي يمر به الوطن، والذي لن يتسامح أو يغفر لأي قوى تقصر في تحمل مسؤولياتها».
وأعلن البيان أنه «إذا لم تتحقق مطالب الشعب خلال المهلة المحددة سوف يكون لزاماً على القوات المسلحة استناداً لمسؤوليتها الوطنية والتاريخية، واحتراماً لمطالب شعب مصر العظيم أن تعلن عن خارطة مستقبل، وإجراءات تشرف على تنفيذها بمشاركة جميع الأطياف والاتجاهات الوطنية المخلصة بما فيها الشباب، الذي كان ولا يزال مفجراً لثورته المجيدة، ودون إقصاء أو استبعاد لأحد».
ووجه البيان «تحية تقدير وإعزاز إلى رجال القوات المسلحة المخلصين الأوفياء، الذين كانوا ولا يزالون متحملين مسؤوليتهم الوطنية تجاه شعب مصر العظيم بكل عزيمة وإصرار وفخر واعتزاز».

### انقلاب 3 يوليو 2013

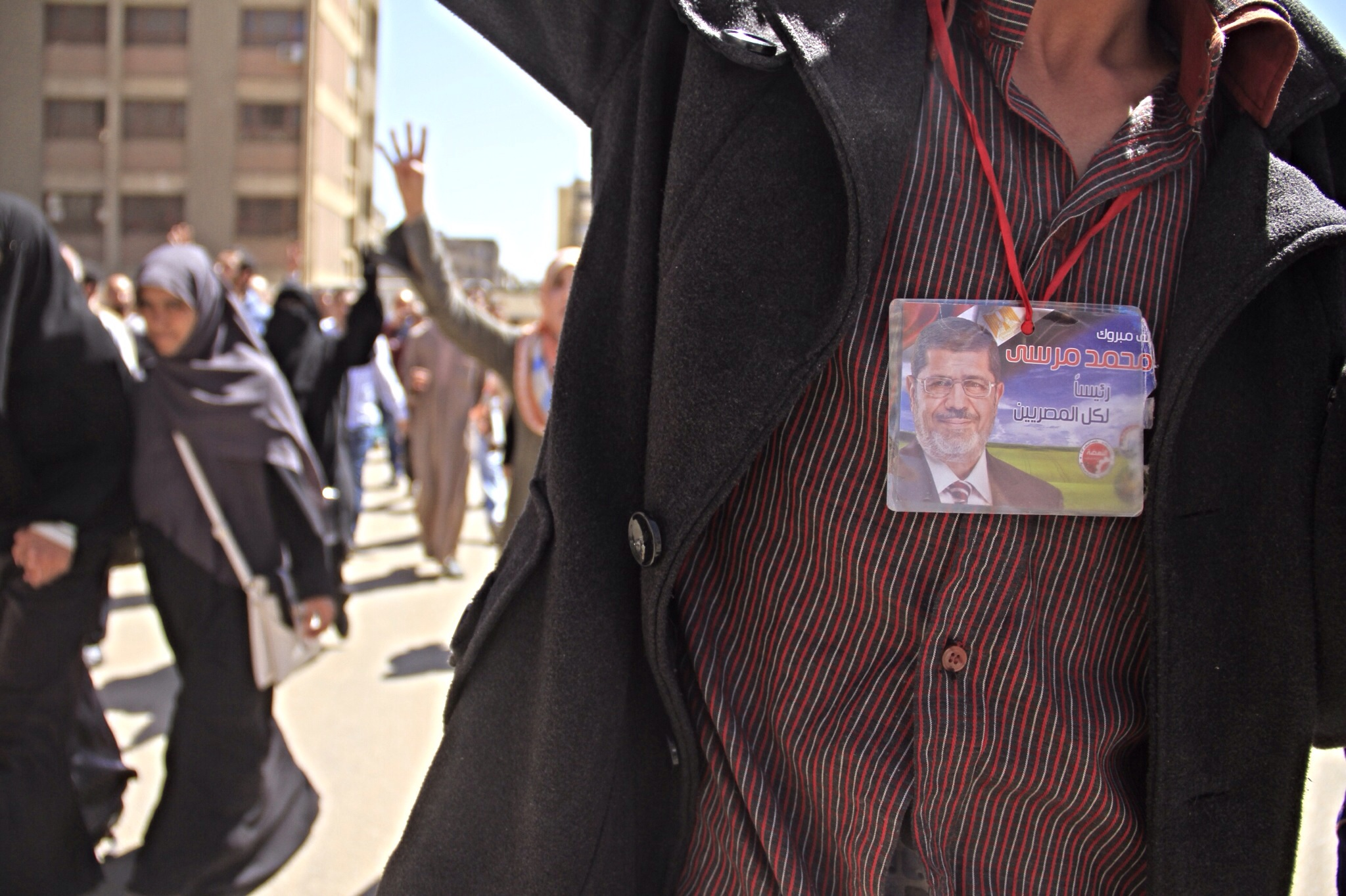
متظاهر يلبس صورة الرئيس مرسي في مظاهرة ترفع شعار رابعة.

اندلعت مظاهرات حاشدة مطالبة برحيل رئيس الجمهورية، وفي اليوم التالي أصدرت قيادات القوات المسلحة بيانًا اعتبرته قوى المعارضة بأنه إنذارًا لمرسي بالتنحي وهو مخالفا لتدخل الجيش في السياسة. وأصدرت الرئاسة بيانًا في الساعات الأولى من 2 يوليو قالت فيه أنها ترى أن بعض العبارات في بيان الجيش «تحمل من الدلالات ما يمكن أن يتسبب في حدوث إرباك للمشهد الوطني المركب».
استمرت فترة رئاسته حتى عزلته القوات المسلحة في 3 يوليو 2013، واتخذت عدة إجراءات أخرى عُرفت بخارطة الطريق، وذلك بعد مظاهرات 30 يونيو.

### ردود الفعل بعد عزله
- الأمم المتحدة: أصدر مارتن نيسركي المتحدث باسم الأمين العام للأمم المتحدة بياناً أوضح فيه أن بان كي مون يتابع «عن كثب وبقلق» التطورات السريعة في مصر، وأكد أنه يقف مع تطلعات الشعب المصري.
- الاتحاد الأوروبي: أعربت المفوضة العليا للشؤون الخارجية بالاتحاد الأوروبي كاترين آشتون عن أملها بأن تكون الإدارة الجديدة في مصر شاملة بشكل كامل، وأكدت على أهمية ضمان الاحترام الكامل للحقوق الأساسية والحريات وسيادة القانون. وعبرت آشتون في بيان لها عن إدانتها الشديدة لكل أعمال العنف، وقدمت التعازي لعائلات الضحايا، وحثت قوات الأمن على بذل كل ما في وسعها لحماية أرواح وسلامة المواطنين المصريين. ودعت آشتون كل الأطراف على التحلي بأقصى درجات ضبط النفس، مشيرة إلى أن الاتحاد الأوروبي يبقى ملتزما بشكل قاطع بدعم الشعب المصري في تطلعاته إلى الديمقراطية ونظام الحكم الشامل للجميع.
- الولايات المتحدة: دعا الرئيس الأميركي باراك أوباما «الحكم العسكري المصري إلى إعادة جميع السلطات سريعا وبشكل مسؤول إلى حكومة مدنية منتخبة ديمقراطيا من خلال عملية مفتوحة وشفافة». وطلب أوباما في بيان بعد اجتماع مع مستشاريه في الأمن القومي بالبيت الأبيض التأكد من أن الحماية مؤمنة لجميع المصريين والمصريات، خصوصا حق التجمع سلميا وحق المحاكمات العادلة والمستقلة أمام المحاكم المدنية، ودعا جميع الأطراف إلى تحاشي العنف والالتفاف من أجل عودة دائمة إلى الديمقراطية في مصر. وأعلن الرئيس الأميركي أنه سيطلب من الوكالات والوزارات المعنية درس «التداعيات» الشرعية للوضع الجديد بالنسبة للمساعدة الأميركية التي تدفع سنويا لمصر والتي بموجب القانون الأميركي لا يمكن أن تدفع لبلد جرى فيه انقلاب عسكري.[107] وفي 2 أغسطس 2013 أعلن وزير الخارجية الأمريكي جون كيري دعمه السلطة الانتقالية في مصر بقيادة الرئيس المؤقت عدلي منصور، وقال با، أن الجيش حمي الديمقراطية في مصر بالإطاحة بالرئيس الإسلامي محمد مرسي فيقول: «تدخل الجيش بطلب من ملايين المصريين الذين كانوا يخشون سقوط البلاد في دوامة من الفوضى والعنف، وأن الجيش قد أعاد الديمقراطية إلى البلاد»[108][109][110] وقال «خارطة الطريق يتم تنفيذها بشكل جيد بحسب ما نراه، إننا نؤيدكم في هذا التحول الهائل الذي تمر به مصر ونحن نعرف أنه صعب ونريد المساعدة ونحن مستعدون لذلك».[111][112]
- إسرائيل: قال رئيس الوزراء الإسرائيلي بنيامين نتنياهو: «أعتقد أنه على المدى الطويل ستفشل تلك الأنظمة الإسلامية المتطرفة، لأنها لا تقدم ما يتطلبه تطوير دولة اقتصاديا وسياسيا وثقافيا، الإسلام السياسي غير ملائم على الإطلاق للتعامل مع ثورة ثقافية واقتصادية عالمية، فهو يرجع مباشرة إلى العصور الوسطى في مواجهة الانطلاق الكامل للحداثة، ولذلك فمن المحتوم أن يفشل مع الوقت.»[113]
- فرنسا: قال وزير الخارجية الفرنسي لوران فابيوس «إن بلاده تأمل بأن يتم الإعداد للانتخابات في ظل احترام السلم الأهلي والتعددية والحريات الفردية والمكتسبات في العملية الانتقالية كي يتمكن الشعب المصري من اختيار قادته ومستقبله».
- السعودية: قالت وكالة الأنباء السعودية الرسمية إن الملك عبد الله بن عبد العزيز أرسل رسالة تهنئة إلى المستشار عدلي منصور رئيس المحكمة الدستورية العليا في مصر الذي عين رئيسا مؤقتا للدولة. وأشاد الملك في رسالته بقيادة القوات المسلحة المصرية «لإخراجها مصر من نفق، الله يعلم أبعاده وتداعياته».
- الإمارات العربية المتحدة: نقلت وكالة أنباء الإمارات (وام) عن وزير الخارجية الإماراتي عبد الله بن زايد آل نهيان قوله إن الإمارات على ثقة تامة بأن شعب مصر قادر على تجاوز اللحظات الصعبة الحالية التي تمر بها مصر.
- سوريا: اعتبر الرئيس السوري بشار الأسد أن الاضطرابات التي تشهدها مصر هزيمة «للإسلام السياسي»، وقال في مقابلة مع صحيفة الثورة إن «من يأتي بالدين ليستخدمه لصالح السياسة أو لصالح فئة دون أخرى سيسقط في أي مكان في العالم».
- إيران: طلب وزير الخارجية علي أكبر صالحي من الحكومة العسكرية إجراء انتخابات جديدة قريباً. في بيان نشرته وزارة الخارجية: «سوف تحترم إيران المتطلبات السياسية المصرية، ومن المأمول أن تحدث تطورات سياسية مستقبلية لمصلحة الشعب.»[114] قال المتحدث باسم وزارة الخارجية عباس عراقشي إن إيران تشعر بالقلق إزاء«استمرار الاشتباكات بين المعارضة وأنصار مرسي. لسوء الحظ، تركت الاضطرابات خلال الأيام القليلة الماضية عدة قتلى وجرحى، لكن يجب أن يكون المصريون متحدين ويوقفوا العنف».[115] وقال في وقت لاحق: «نحن لا نعتبر التدخل من قبل القوات العسكرية في السياسة ليحل محل إدارة منتخبة ديمقراطيا مناسباً. لا ينبغي إحباط الإسلاميين والثوريين. نحن لا نرى الأحداث الأخيرة في مصر كهزيمة للصحوة الإسلامية».[116]
- باكستان: دعا رئيس الوزراء نواز شريف إلى الإفراج الفوري عن الرئيس محمد مرسي. وجاء في بيان صادر عن وزارة الخارجية ما يلي: «لذلك تحث باكستان جميع الأطراف في مصر على معالجة القضايا القانونية والدستورية بطريقة شاملة وسلمية لتمكين البلاد من استعادة المؤسسات الديمقراطية بنجاح في أقرب وقت ممكن. كما ندعو إلى الإفراج الفوري عن الرئيس محمد مرسي».[117]
- تركيا: أشارت تركيا إلى الانقلاب سلباً واستخدمت البيانات والقنوات الدبلوماسية.[118] وقال رئيس الوزراء رجب طيب أردوغان: «بغض النظر عن مكان وجودهم ... الانقلابات سيئة. الانقلابات هي من الواضح أعداء الديمقراطية. أولئك الذين يعتمدون على الأسلحة في أيديهم، أولئك الذين يعتمدون على قوة وسائل الإعلام لا يستطيعون بناء الديمقراطية ... لا يمكن بناء الديمقراطية إلا في صندوق الاقتراع». كما انتقد الغرب لعدم وصفه الأفعال بأنها انقلاب، بينما أشاد بقرار الاتحاد الأفريقي بتعليق مصر بسبب الانقلاب. «لقد فشل الغرب في اختبار الإخلاص. لا أقصد الإهانة، لكن الديمقراطية لا تقبل المعايير المزدوجة».[119] وقال وزير الخارجية أحمد داوود أوغلو في بيان متلفز إن «إطاحة حكومة دخلت السلطة من خلال الانتخابات الديمقراطية، من خلال أساليب غير قانونية - وما هو أسوأ، من خلال انقلاب عسكري - غير مقبول، بغض النظر عن الأسباب».[120] أدان حسين إيليك، المتحدث باسم حزب العدالة والتنمية الحاكم وعضو مجلس الوزراء السابق في إدارة أردوغان، الإطاحة كعلامة على «التخلف» واتهم جيليك الدول الغربية التي لم تسمها بدعم الإطاحة بمرسي. «بعض الدول الغربية لم تقبل صعود جماعة الإخوان المسلمين إلى السلطة. لقد حشدوا الشوارع، ثم أصدروا مذكرة، وهم الآن يقومون بتنظيم الانقلاب». كما نصح أنصار مرسي بتجنب إراقة الدماء ردا على ذلك».
- ماليزيا: قال رئيس الوزراء الماليزي، أنور إبراهيم، إن أي انقلاب عسكري يجب إدانته من قبل الدول الديمقراطية. «لا ينبغي عزل زعيم منتخب ديمقراطيا من خلال انتخابات حرة ونزيهة بهذه الطريقة. الانقلاب انتكاسة كبيرة للربيع العربي. مهما كانت الغايات ، فالوسيلة غير مبررة».[121] صرح وزير الشباب والرياضة الماليزي خيري جمال الدين أن «شباب المنظمة الماليزية الشبابية أدانوا الانقلاب واعتقال الدكتور مرسي. اندلعت الحادثة بعد مظاهرة مطولة لم تقتل فحسب ، بل تسببت أيضًا في أعمال الشغب والاشتباكات العنيفة بين المؤيدين والمعارضين  للحكومة هناك». ووصف مرشد آم توان جورو المنتمي للحزب الإسلامي الماليزي الحاكم لولاية ترغكانو بأنها «لحظة مظلمة» أخرى تتكرر في مصر. في غضون ذلك.
- أفغانستان: طالبت حركة طالبان الإسلامية بعودة الرئيس السابق محمد مرسي إلى سدة الحكم، مناشدة المنظمات الدولية اتخاذ خطوات عملية لوقف العنف في مصر وعدم الاكتفاء بمجرد إدانة هذه الأحداث الوحشية.[122]*
- قطر: أفادت التقارير أن قطر غير راضية عن هذه الخطوة. في حين قيل إنهم غير راضين عن إغلاق مكاتب الجزيرة في القاهرة.[123] ومع ذلك، أرسل الأمير الجديد، تميم بن حمد آل ثاني، «برقية من التهاني» إلى الرئيس المؤقت الجديد.[124] أصدرت وزارة الخارجية بياناً نصه: «ستستمر قطر في احترام إرادة مصر وشعبها بمختلف أطيافه».[125] بعد شهر من الاحتجاجات وجهود الوساطة الدولية، قال وزير الخارجية خالد العطية إنه لم يتمكن من مقابلة كل أولئك الذين وُعد بأنه يستطيع مقابلتهم، وأن «أمنيتي للإخوة في مصر أن يفرج عن السجناء السياسيين بأسرع ما يمكن لأنهم مفتاح فك هذه الأزمة. وبدون حوار جاد مع جميع الأطراف، والأهم من ذلك مع السجناء السياسيين لأنهم العنصر الرئيسي في هذه الأزمة، أعتقد أن الأمور ستكون صعبة».[126] كما واصلت قطر إرسال شحنات مجانية من النفط كانت قد تعهدت بها في عهد الرئيس محمد مرسي.[127]

واعتبر الوزير أن الجيش المصري «أثبت من جديد أنه بالفعل سياج مصر وحاميها ودرعها القوي الذي يضمن لها أن تظل دولة المؤسسات والقانون التي تحتضن كل مكونات الشعب المصري».
- الأردن: قال وزير الخارجية الأردني ناصر جودة إن بلاده تحترم إرادة الشعب المصري وتكن احتراما عميقاً للقوات المسلحة المصرية. ونقلت وكالة الأنباء الأردنية (بترا) عن جوده قوله إن موقف الأردن يقوم دوما على احترام إرادة الشعب المصري وعلى محبته الصادقة. وعبر جودة عن احترام الأردن للقوات المسلحة المصرية ودورها الوطني والمشرف والمحوري الجامع في مصر، وأكد دعم بلاده الكامل والثابت لمصر وشعبها وقيادتها وهي تتولى زمام المسؤولية بشجاعة في هذا الظرف المفصلية.
- السودان: قالت وزارة الخارجية السودانية إن ما تم في مصر شأن داخلي يخص شعبها ومؤسساته القومية وقياداته السياسية، وأوضحت أن السودان ظل يتابع باهتمام تطورات الأوضاع السياسية في مصر «انطلاقا من خصوصية العلاقات بين البلدين والشعبين الشقيقين ومن باب الحرص على السلم والاستقرار في مصر الذي هو من أمن واستقرار السودان وكل المنطقة العربية والأفريقية».

وناشدت الوزراة كل الأطراف في مصر إعطاء الأولوية للحفاظ على استقرار وأمن مصر وسلامة ووحدة شعبها وتفويت الفرصة على المتربصين بها.
- فلسطين: قال الرئيس الفلسطيني محمود عباس إن بلاده لا تتدخل فيما يجرى في مصر، وأوضح في مؤتمر صحفي مشترك عقده أمس الأربعاء مع نظيره اللبناني العماد ميشل سليمان، في بيروت أن بلاده ليست فريقا في أي نزاع يقع هنا أو هناك. وأشار إلى أن «الأوضاع في مصر صعبة ومعقدة»، وأعرب عن أمله بتحقق السلامة والأمن والاستقرار في مصر.[128]

## المطالبة بعودته

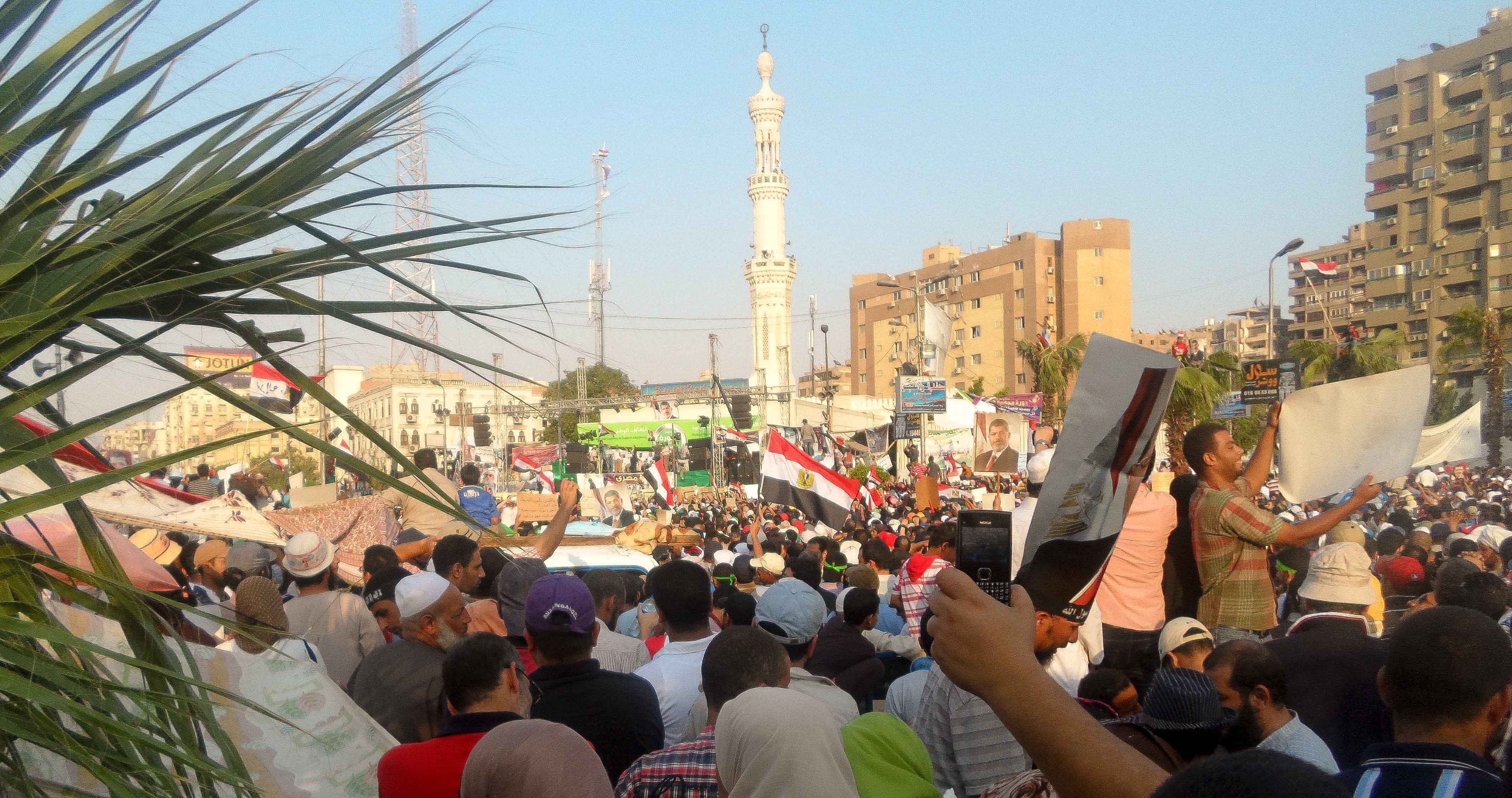
مظاهرات رابعة

في يوم 28 يونيو 2013 خرج مئات الآلاف من مؤيدي مرسي في ميدان رابعة العدوية مطالبين بعودته رئيسا للبلاد، واصفين ماقام به الجيش إنقلابا عسكريا واستمرت المظاهرات لمدة (48) يوما، تعددت فيها أشكال المطالبة بعودة مرسي، ولكن المظاهرات إتسمت بالسلمية وصرح مرشد الإخوان المسلمين محمد بديع بعبارة سلميتنا أقوى من الرصاص، وهذا ما أيدته وسائل الإعلام الأجنبية، ونفته وسائل الإعلام المحلية واصفة المتظاهرين بأنهم مسلحون.
وفي يوم 14 أغسطس من العام نفسه تم فض الاعتصام بالقوة من قبل قوات الأمن المصري، مخلفا حسب المصادر المحلية (628) شهيدا، ولكن الرقم تجاوز حسب المصادر الأجنبية حاجز الخمسة آلاف.

## اعتقاله

الرئيس السابق مرسي خلف القضبان

مطلع سبتمبر/أيلول 2013 أحالت النيابة العامة محمد مرسي لمحكمة الجنايات ووجهت له تهمًا بالتحريض على القتل وأعمال العنف خلال المظاهرات التي جرت أمام قصر الاتحادية الرئاسي نهاية عام 2012، وشهدت أعمال عنف بين أنصار محمد مرسي ومعارضيه أسفرت عن مقتل سبعة أشخاص على الأقل.
وحسب تقارير إعلامية فقد رفض مرسي الرد على أسئلة المحققين، متمسكا بكونه الرئيس الشرعي المنتخب للبلاد، وإنه لا يمكن محاكمته إلا بمقتضى أحكام الدستور.
وفي يوم الثلاثاء 17 فبراير 2015 أحالت النيابة العامه الدكتور محمد مرسي إلى محكمة عسكرية لأول مره منذ بدء محاكمته في 4 نوفمبر 2013 وبعد ساعات قليلة من الإعلان عن إحالة محمد مرسي إلى القضاء العسكري، تم الإعلان عن استبعاده من المحاكمة أمام القضاء العسكري. يوم الثلاثاء 21 أبريل 2015 أصدرت المحكمة حكما بالسجن لمدة 20 سنة. يوم السبت 18 يونيو 2016 أصدرت المحكمة حكما بالسجن لمدة 15 سنة في قضية تهمة التخابر مع قطر إلى جانب السجن المؤبد.

## رسائله للشعب من وراء القضبان
وجه الرئيس السابق مرسي عدة رسائل للشعب المصري من معتقله، وكأنه لايزال على كرسي الحكم، وكانت آخر رسالة نشرت على صفحته الرسمية في فيسبوك في 25 أكتوبر 2014 وكان نصها 
| محمد مرسي | شعب مصر العظيم أهنئكم بالعام الهجري الجديد والوطن في ذروة ثورته، وشبابه في أوج عزمهم ونفاذ كلمتهم، أهنئكم وقد أثلج صدري استمرار ثورتكم ضد هذا الانقلاب الكسيح وقياداته الذين يريدون إخضاع الوطن وهيهات لهم ذلك، خائفين من مصير أسود عقابا لهم على ما اقترفته أيديهم من جرائم في حق هذا الشعب العظيم. ولا يفوتني أن أعلن بكل وضوح أنني قد رفضت ولا زلت أرفض كل محاولات التفاوض على ثوابت الثورة ودماء الشهداء، تلك المحاولات الهادفة إلى أن يستمر المجرمون وينعموا باستعباد شعب لم يستحقوا يوما الانتماء له، وإنني كذلك أشدد تعليماتي لكل الثوار الفاعلين على الأرض بقياداتهم ومجالسهم وتحالفاتهم ورموزهم ومفكريهم وطلابهم أنه لا اعتراف بالانقلاب، لا تراجع عن الثورة، ولا تفاوض على دماء الشهداء. كل عام وأنتم ثوار وأنتم أحرار، أما أنا فإن يقيني بفضل الله لا يتزعزع في نصر الله لثورتنا وثقتي لا تهتز في عزائمكم المتوقدة وبأسكم الشديد. وإن شاء الله لن أغادر سجني قبل أبنائي المعتقلين ولن أدخل داري قبل بناتي الطاهرات المعتقلات وليست حياتي عندي أغلى من شهداء الثورة الأبرار وقد استقت عزمي من عزم الشباب المبدع في كل ميادين الثورة وجامعاتها، ولم ولا ولن أنسى أبنائي من المجندين الشهداء الذين يطالهم غدر الغادرين بعد أن أحال الانقلاب الوطن إلى بحور جراح أعلم أن الثورة طبيبها، وأن القصاص منتهاها... فاستبشروا خيرا واستكملوا ثورتكم والله ناصر الحق ولن يتركم أعمالكم. وإن شاء الله نلتقي قريبا والثورة قد تمت كلمتها وعلت إرادتها. | محمد مرسي |

وتفاوت ردود المتابعين على الرسالة، حيث جلبت سخرية المعارضين له وأستدرت عطف المؤيدين.

## وفاته
توفي محمد مرسي يوم الاثنين 17 يونيو 2019، الموافق 14 شوال 1440 هـ أثناء مثوله للمحاكمة في «قضية التخابر مع قطر». وعقب رفع الجلسة أغمي على مرسي، وتوفي على إثر ذلك بعد أن أُصيب بنوبة قلبية حادة. وطالبت الأمم المتحدة وجهات حقوقية بالتحقيق في ظروف اعتقاله ووفاته، حيث اتهمت أسرته ورفاقه السلطات أنها تعمدت إهمال حالته الطبية، وتركته طريحًا على الأرض بعد أن أغمي عليه لمدة ثلث ساعة.

## وصلات خارجية
- محمد مرسي على موقع أرشيف الشارخ.
- محمد مرسي على موقع IMDb (الإنجليزية)
- محمد مرسي على موقع الموسوعة البريطانية (الإنجليزية)
- محمد مرسي على موقع مونزينجر (الألمانية)
- محمد مرسي على موقع إن إن دي بي (الإنجليزية)
- الولايات المتحدة وتصنيف الإرهاب، برنامج أولى حروب القرن، قناة الجزيرة، 25 مارس 2003 م
- الإخوان والاعتقالات في مصر على يوتيوب، برنامج مباشر مع، قناة الجزبرة مباشر، 10 فبراير 2010
- نسخة من كتيب ملامح مشروع النهضة
- الإخوان وتحديات الحكم.. قراءة في فوز (مرسي) بالرئاسة المصرية
- هل يسير مرسي على خطى (أربكان) ؟، مركز الدين والسياسة للدراسات

| المناصب السياسية                                              | المناصب السياسية                                     | المناصب السياسية                      |
| ------------------------------------------------------------- | ---------------------------------------------------- | ------------------------------------- |
| سبقه محمد حسين طنطاوي (فترة انتقالية) محمد حسني مبارك (فعلياً) | رئيس جمهورية مصر العربية 30 يونيو 2012 -3 يوليو 2013 | تبعه عدلي محمود منصور (فترة انتقالية) |